# Saint-Briac-sur-Mer
Ne doit pas être confondu avec Saint Briac.
Saint-Briac-sur-Mer est une commune française située dans le département d'Ille-et-Vilaine en région Bretagne.

## Géographie

### Localisation
Comme son nom le suggère, Saint-Briac-sur-Mer est une station littorale balnéaire de la Manche du département de l'Ille-et-Vilaine et limitrophe des Côtes-d'Armor.
Le pont sur le Frémur la relie à Lancieux.
Elle se trouve dans l'aire d'attraction de Saint-Malo et la zone d'emploi de cette ville, ainsi que dans le bassin de vie et l'unité urbaine de Dinard

### Communes limitrophes
Les communes limitrophes sont Pleurtuit, Saint-Lunaire, Lancieux et Beaussais-sur-Mer.
| Manche                    | Manche              | Manche        |
| Lancieux (Côtes-d'Armor)  | Saint-Briac-sur-Mer | Saint-Lunaire |
| Ploubalay (Côtes-d'Armor) |                     | Pleurtuit     |

### Géologie et relief
La superficie de la commune est de 8,06 km2 ; son altitude varie de 0  à   62 mètres.

L'estuaire du Frémur Est entre Lancieux (Côtes d'Armor) et Saint-Briac à droite. À gauche, le pont sur le Frémur fait le lien entre les deux rives, les deux communes voisines jumelées, et entre les deux départements bretons.

### Hydrographie
Pour un article plus général, voir Réseau hydrographique d'Ille-et-Vilaine.
La commune est située dans le bassin Loire-Bretagne. Elle est limitée au nord et à l'ouest par le littoral de la Manche et est bordée au sud-ouest et à l'ouest par le Frémur et son estuaire,.
Le Frémur, d'une longueur de 21 km, prend sa source dans la commune de Corseul et se jette  dans le golfe de Saint-Malo en limite de Lancieux et de Saint-Briac-sur-Mer. 

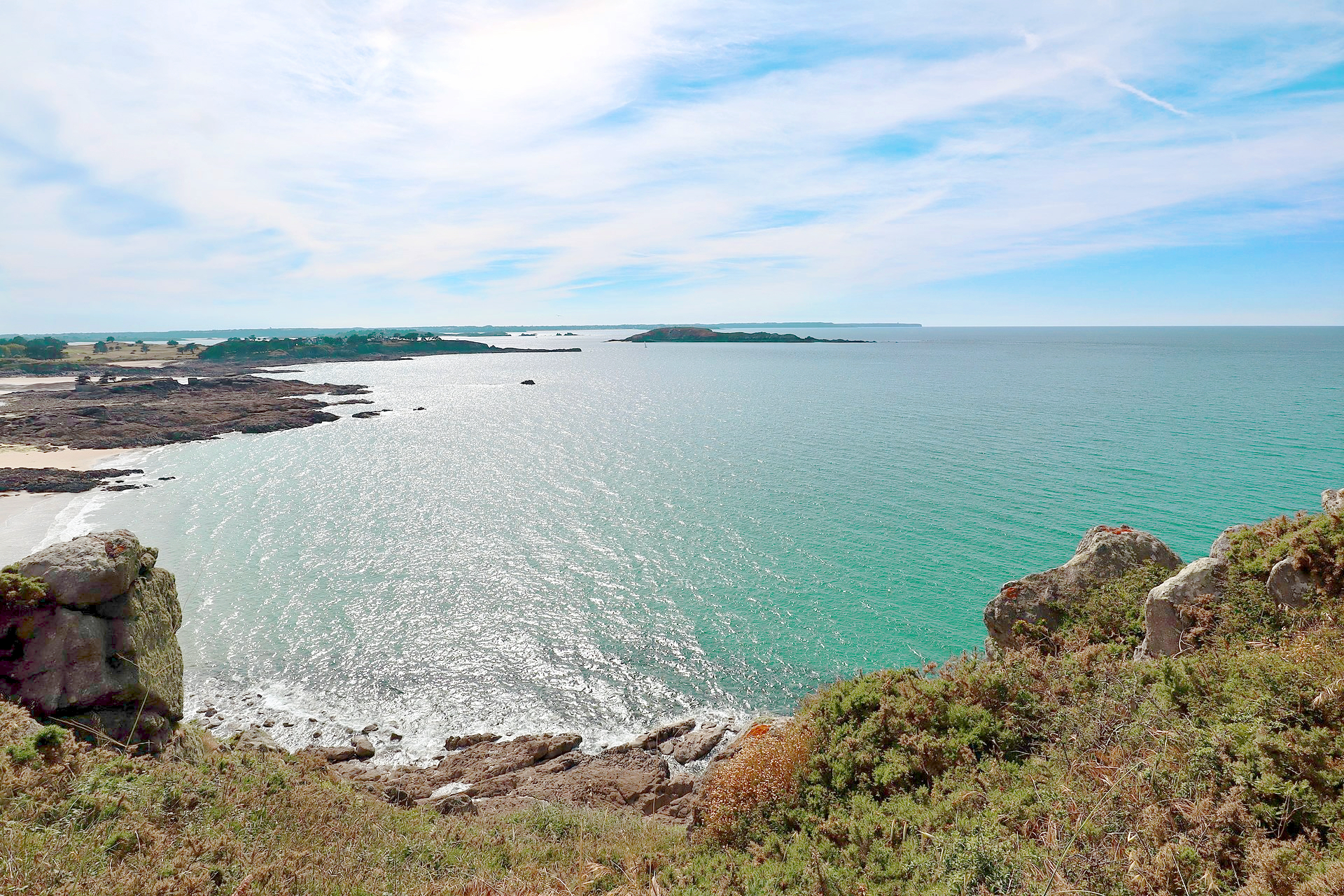
Vue sur la presqu'île de la Dame Jouanne, la Pointe de la Haye, l'Île Agot et le Cap Fréhel à l'horizon depuis la Pointe de la Garde Guérin.
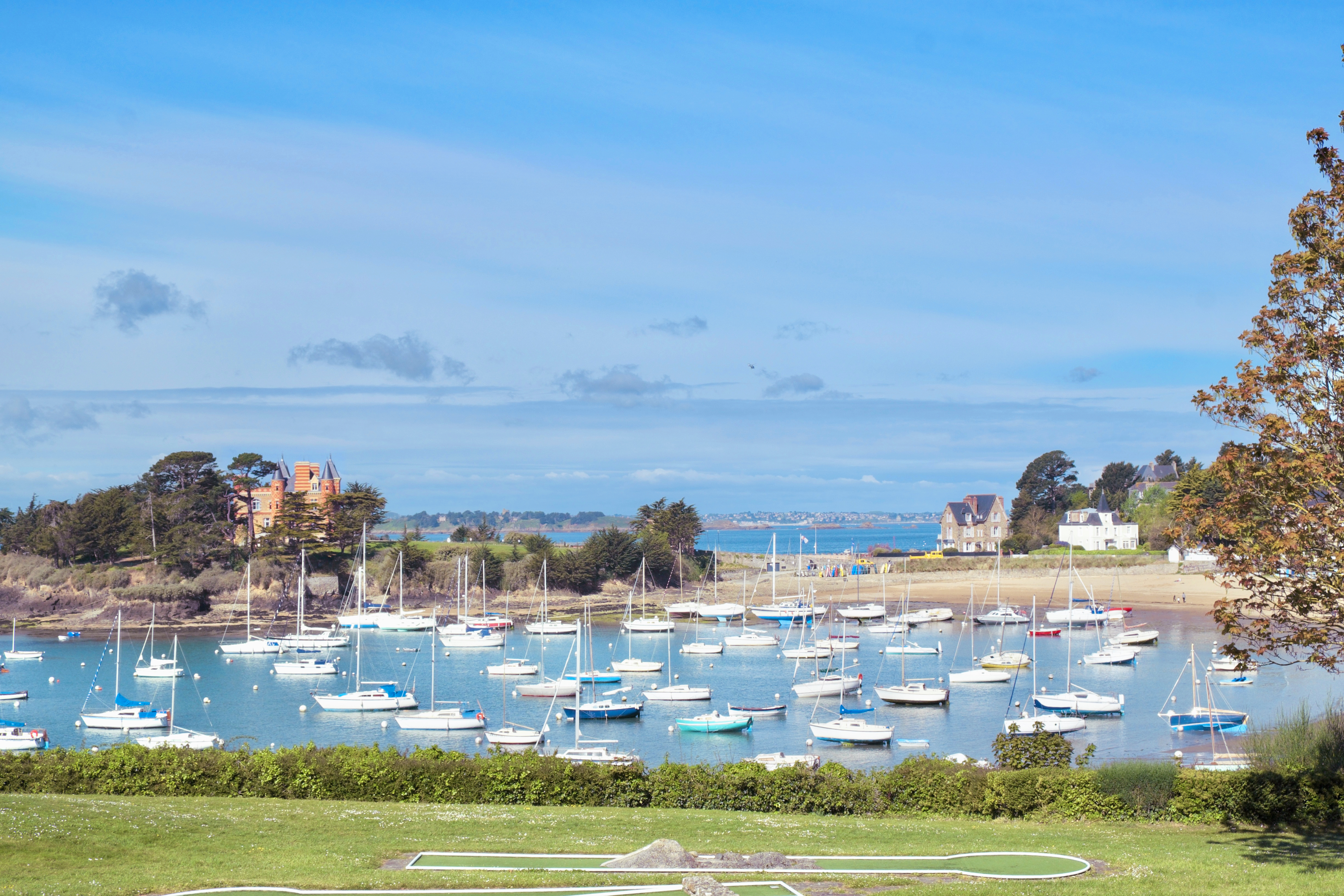
Le minigolf et le château du Nessay encadrent …
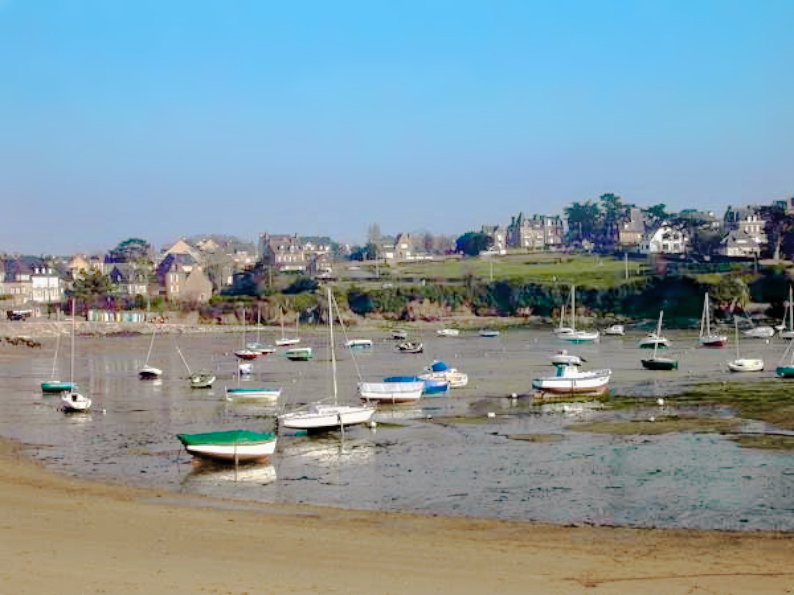
… les mouillages au Béchet…
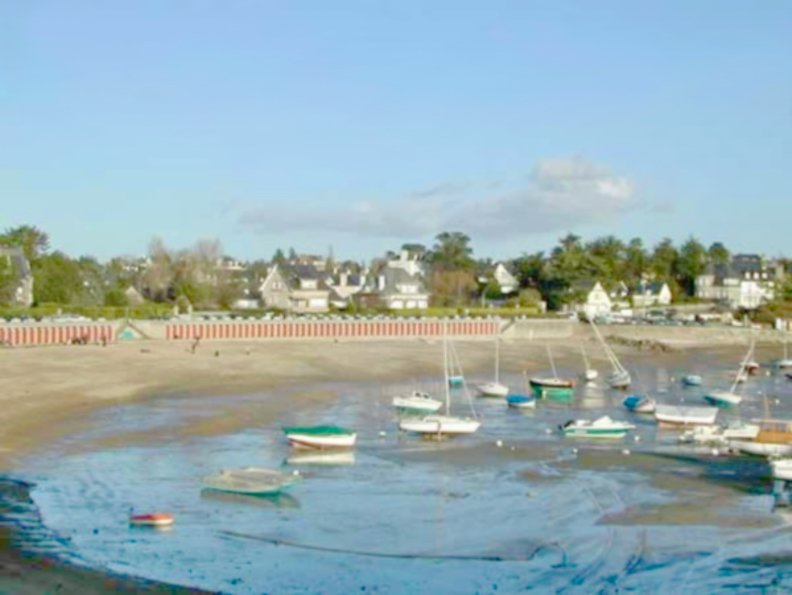
… et la plage du Béchet.
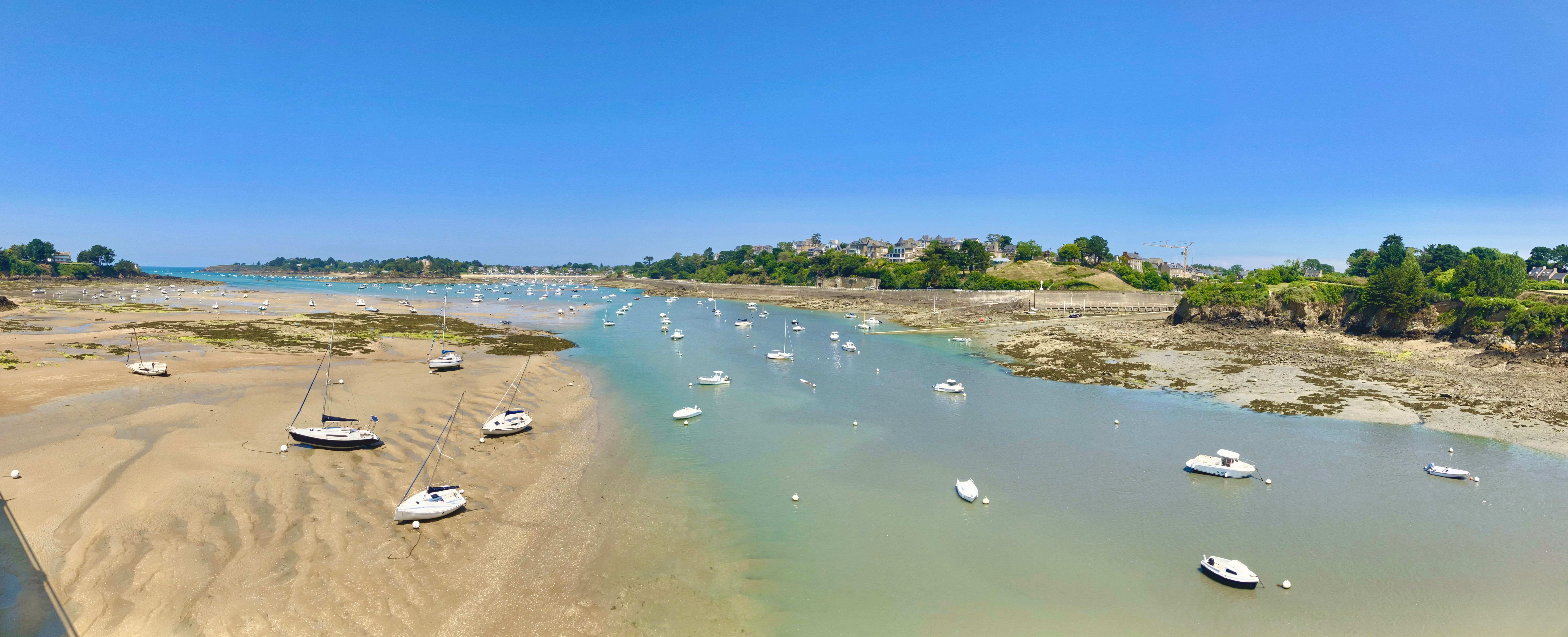
L'estuaire du Frémur Est, entre Lancieux (Côtes d'Armor) à gauche, et Saint-Briac-sur-Mer à droite. Cette vue est prise sur le pont du Frémur, côté nord.
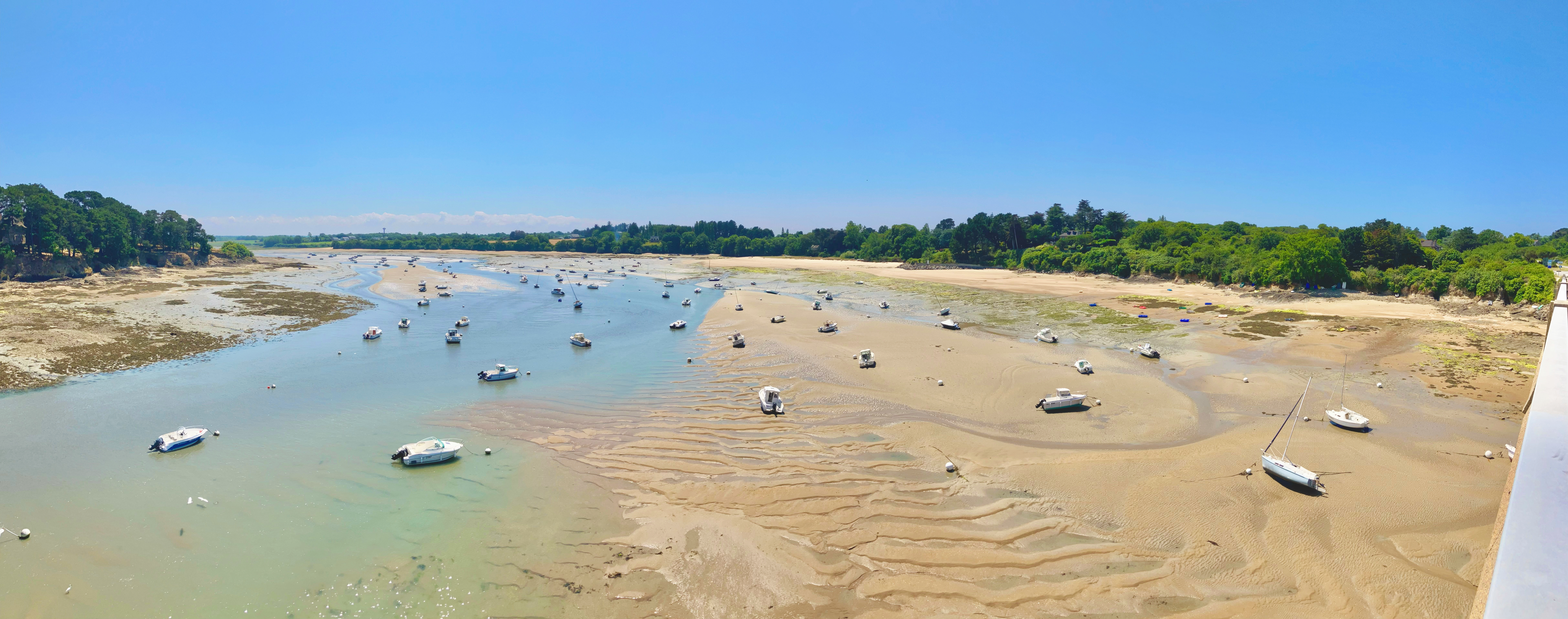
Le Frémur Est, entre Saint-Briac-sur-Mer à gauche, et Lancieux (Côtes d'Armor) à droite. Cette vue est prise sur le pont du Frémur, côté sud.

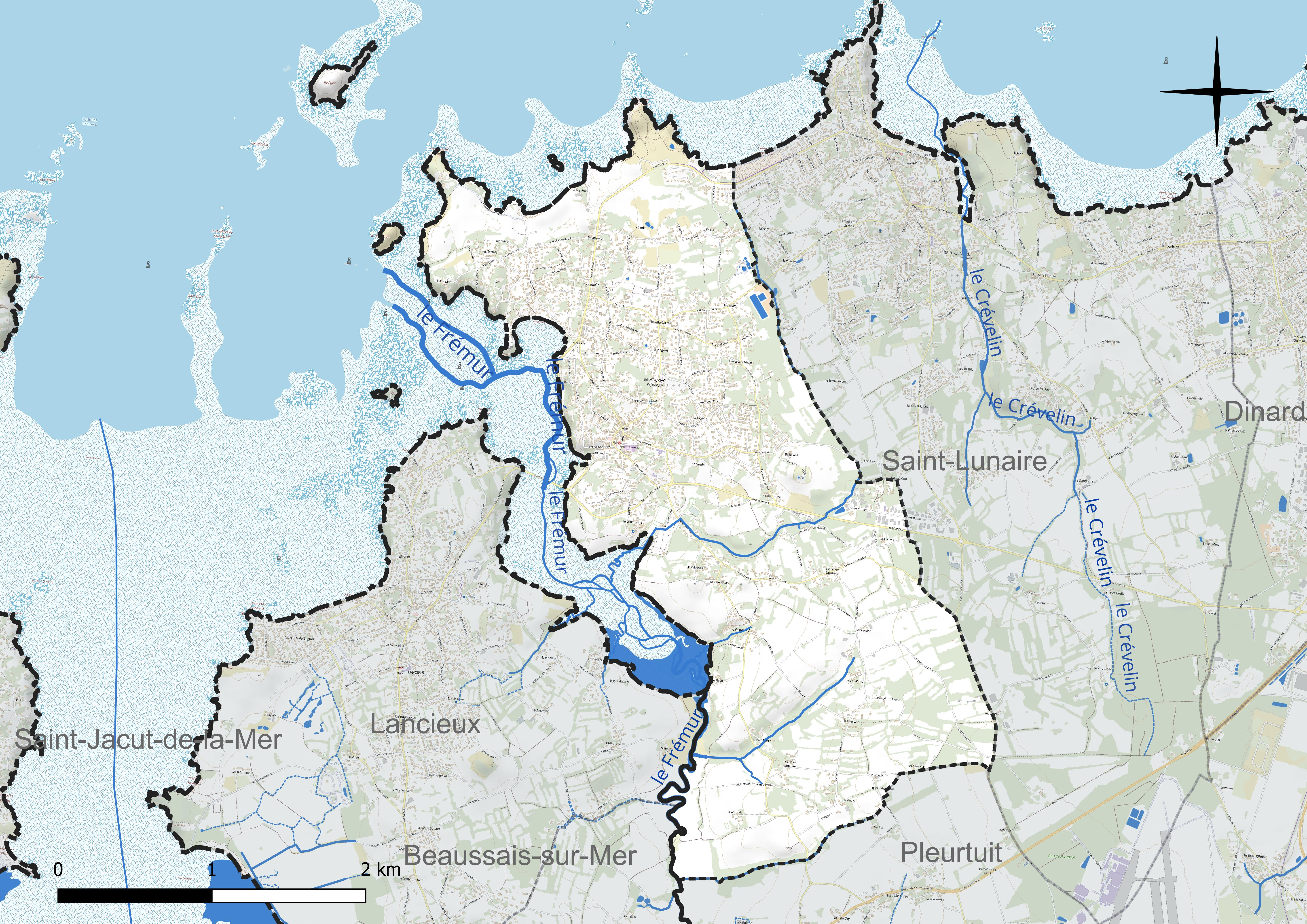
Réseau hydrographique de Saint-Briac-sur-Mer.

### Climat
Pour des articles plus généraux, voir Climat de la Bretagne et Climat d'Ille-et-Vilaine.

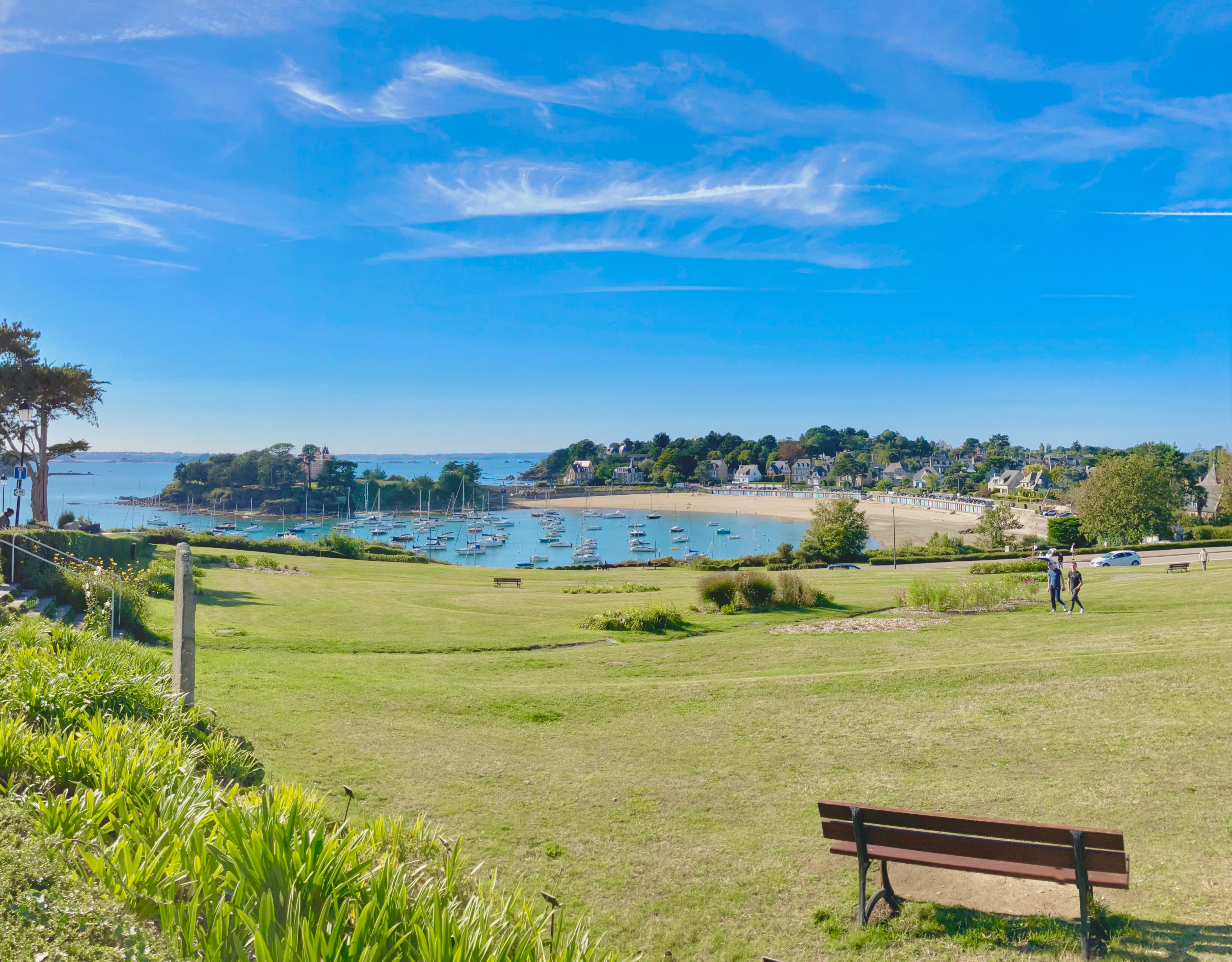
Le jardin Armel Beaufils, l'anse et la plage du Béchet et la presqu'île du château du Nessay.

En 2010, le climat de la commune est de type climat océanique franc, selon une étude du CNRS s'appuyant sur une série de données couvrant la période 1971-2000. En 2020, Météo-France publie une typologie des climats de la France métropolitaine dans laquelle la commune est exposée à un climat océanique et est dans la région climatique « Bretagne orientale et méridionale, Pays nantais, Vendée », caractérisée par une faible pluviométrie en été et par une bonne insolation. Parallèlement l'observatoire de l'environnement en Bretagne publie en 2020 un zonage climatique de la région Bretagne, s'appuyant sur des données de Météo-France de 2009. La commune est, selon ce zonage, dans la zone « Littoral doux », exposée à un climat venté avec des étés cléments.
Pour la période 1971-2000, la température annuelle moyenne est de 11,5 °C, avec une amplitude thermique annuelle de 11,4 °C. Le cumul annuel moyen de précipitations est de 669 mm, avec 12,2 jours de précipitations en janvier et 6,3 jours en juillet. Pour la période 1991-2020, la température moyenne annuelle observée sur la station météorologique la plus proche, située sur la commune de Pleurtuit à 7 km à vol d'oiseau, est de 11,9 °C et le cumul annuel moyen de précipitations est de 752,0 mm,. Pour l'avenir, les paramètres climatiques de la commune estimés pour 2050 selon différents scénarios d'émission de gaz à effet de serre sont consultables sur un site dédié publié par Météo-France en novembre 2022.

### Milieux naturels et biodiversité

#### Sites naturels
La pointe de la Garde-Guérin est un promontoire rocheux culminant à 48 mètres au nord de la commune. De son sommet, la vue s'étend du cap Fréhel à Saint-Malo et au-delà. Cet espace naturel départemental abrite deux espèces de chauves-souris inscrites au livre rouge des espèces menacées en France : le grand murin et le grand rhinolophe.

#### Flore
Du point de vue de la richesse de la flore, Saint-Briac est à la septième place des communes du département possédant dans leurs différents biotopes le plus de taxons, soit 611 pour une moyenne communale de 348 taxons et un total départemental de 1 373 taxons (118 familles). On compte notamment 54 taxons à forte valeur patrimoniale (total de 207) ; 27 taxons protégés et 35 appartenant à la liste rouge du Massif armoricain (total départemental de 237).
Plusieurs plantes de littoral comme l'armérie maritime se rencontrent sur la commune, notamment à la pointe de la Garde-Guérin avec sa pelouse littorale à silène maritime (Silene uniflora) et les orchidées des marais du Dinard Golf « espace d'une exceptionnelle richesse floristique » (Ophioglossum vulgatum).

## Urbanisme

### Typologie

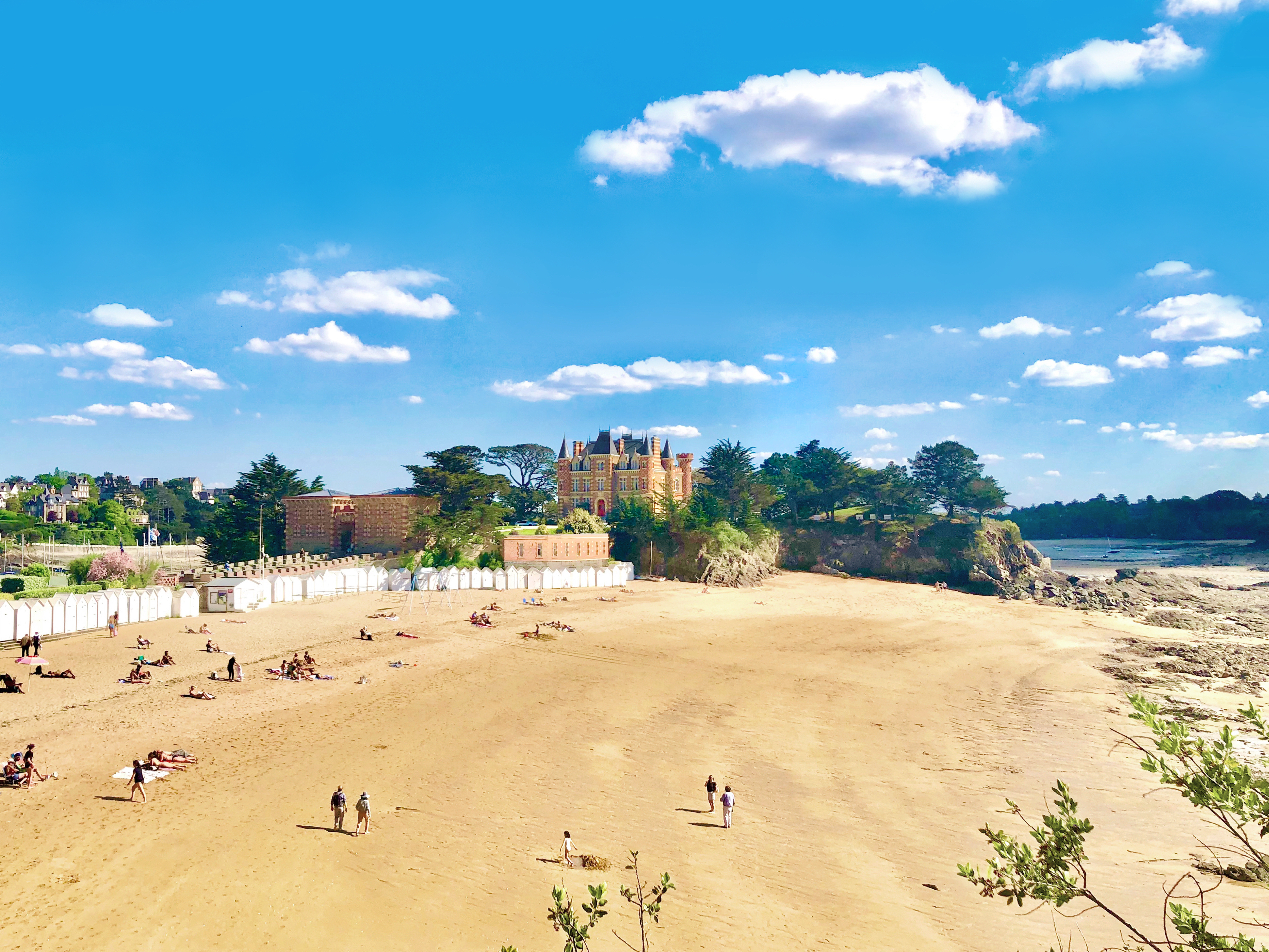
La plage de la Grande Salinette et la presqu'île du château du Nessay.

Au 1er janvier 2024, Saint-Briac-sur-Mer est catégorisée ceinture urbaine, selon la nouvelle grille communale de densité à sept niveaux définie par l'Insee en 2022.
Elle appartient à l'unité urbaine de Dinard, une agglomération inter-départementale regroupant neuf  communes, dont elle est une commune de la banlieue,,. Par ailleurs la commune fait partie de l'aire d'attraction de Saint-Malo, dont elle est une commune de la couronne,. Cette aire, qui regroupe 35 communes, est catégorisée dans les aires de 50 000 à moins de 200 000 habitants,.
La commune, bordée par la Manche, est également une commune littorale au sens de la loi du 3 janvier 1986, dite loi littoral. Des dispositions spécifiques d'urbanisme s'y appliquent dès lors afin de préserver les espaces naturels, les sites, les paysages et l'équilibre écologique du littoral, tel le principe d'inconstructibilité, en dehors des espaces urbanisés, sur la bande littorale des 100 mètres, ou plus si le plan local d'urbanisme le prévoit.

### Occupation des sols

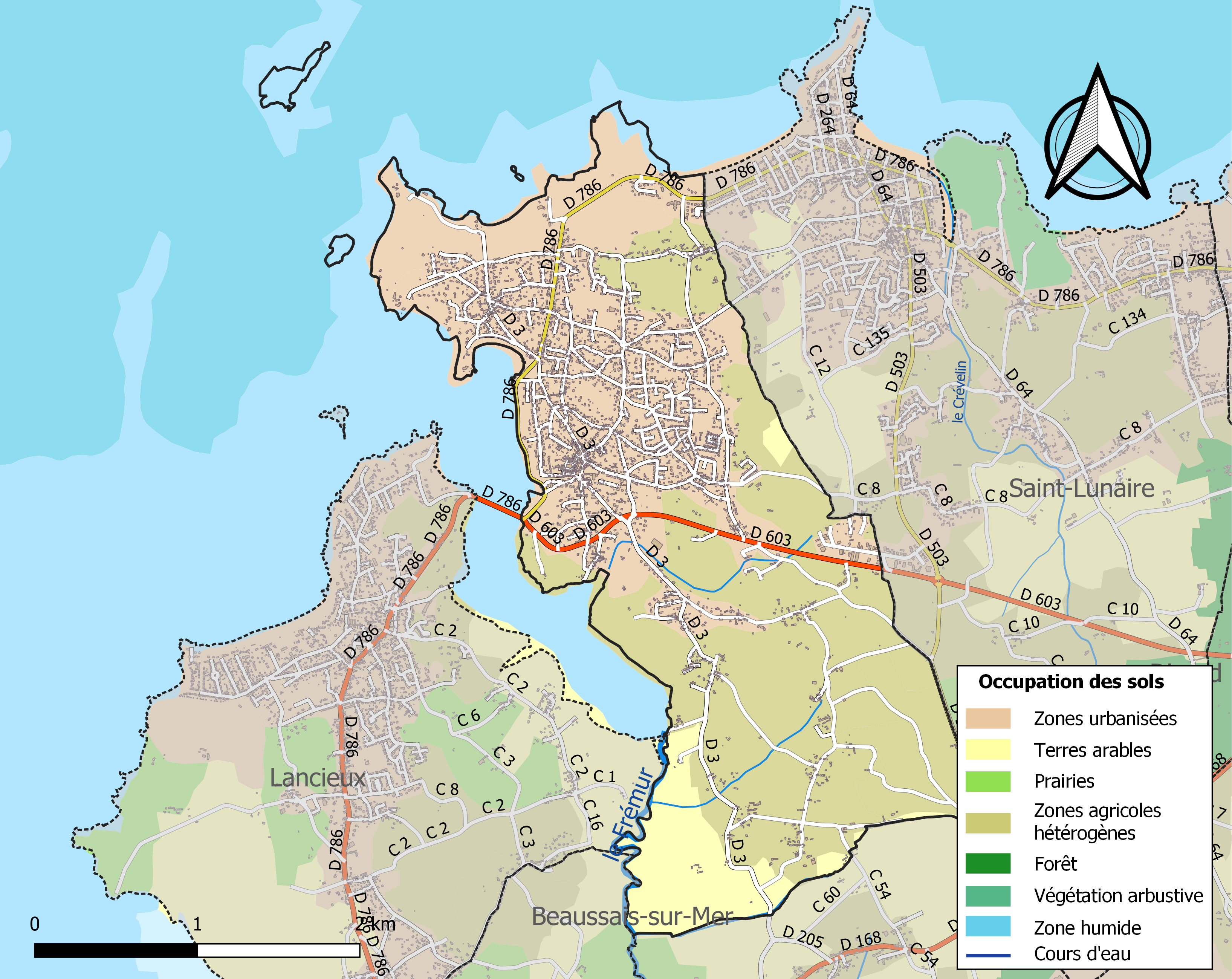
Carte des infrastructures et de l'occupation des sols de la commune en 2018 (CLC).

L'occupation des sols de la commune, telle qu'elle ressort de la base de données européenne d'occupation biophysique des sols Corine Land Cover (CLC), est marquée par l'importance des territoires agricoles (54,3 % en 2018), en diminution par rapport à 1990 (60,1 %). La répartition détaillée en 2018 est la suivante : zones agricoles hétérogènes (45,7 %), zones urbanisées (35,9 %), terres arables (8,6 %), espaces verts artificialisés, non agricoles (8,4 %), zones humides côtières (1,4 %). L'évolution de l'occupation des sols de la commune et de ses infrastructures peut être observée sur les différentes représentations cartographiques du territoire : la carte de Cassini (XVIIIe siècle), la carte d'état-major (1820-1866) et les cartes ou photos aériennes de l'IGN pour la période actuelle (1950 à aujourd'hui).

### Habitat et logement
En 2021, le nombre total de logements dans la commune était de 2 962, alors qu'il était de 2 833 en 2016 et de 2 679 en 2011.
Parmi ces logements, seules 37,7 % étaient des résidences principales, 60 % des résidences secondaires et 2,3 % des logements vacants. Ces logements étaient pour 86,2 % d'entre eux des maisons individuelles et pour 13,2 % des appartements.
Le tableau ci-dessous présente la typologie des logements à Saint-Briac-sur-Mer en 2021 en comparaison avec celle d'Ille-et-Vilaine et de la France entière. Une caractéristique marquante du parc de logements est ainsi une proportion de résidences secondaires et logements occasionnels (60 %) supérieure à celle du département (7,2 %) et à celle de la France entière (9,7 %).
| Typologie                                               | Saint-Briac-sur-Mer | Ille-et-Vilaine | France entière |
| ------------------------------------------------------- | ------------------- | --------------- | -------------- |
| Résidences principales (en %)                           | 37,7                | 86,4            | 82,2           |
| Résidences secondaires et logements occasionnels (en %) | 60                  | 7,2             | 9,7            |
| Logements vacants (en %)                                | 2,3                 | 6,4             | 8,1            |

## Toponymie
Le nom de la localité est attesté sous les formes Sancti Briaci en 1271, Saint Bria en 1277, Sancti Briaci en 1371, S. Briac en 1654, S. Briach en 1709.
Son nom vient d'un saint nommé Briac. La tradition dit qu'il était irlandais. En fait Briac est un nom d'origine brittonique. C'est la version haute bretonne de Brioc/Brieuc, ce qui ne veut pas dire que saint Briac et saint Brieux sont les mêmes saints. Ils portent le même nom.[réf. nécessaire]
Durant la Révolution française, la commune porte le nom de Port-Briac.
Saint-Beurya en gallo.
La dénomination bretonne de la localité proposée par l'Office public de la Langue Bretonne est Sant-Briag.

## Histoire

### Préhistoire
La commune comportait plusieurs sites mégalithiques signalés dans les recensements du XIXe mais désormais détruits ou introuvables : un menhir et un dolmen près de la Garde Guérin, un alignement dénommé les Roches-Hues.

### Moyen Âge
Selon l'hagiographe breton Albert Le Grand, Briac débarque en Bretagne avec saint Tugdual sur la côte du Léon vers 548. Une nouvelle version de l'histoire de Briac le voit vivre au Xe siècle.
La paroisse est créée vers 1150 et le choix du nom est sans doute effectué par l'évêque Jean de Chatillon, ancien prieur à Guingamp et familier du Briac de Bourbriac.
Le premier briacin connu est Guillaume de St Briac qui en 1220 est prieur à Combourg. La paroisse est mentionnée pour la première fois en 1271. Il s'agit d'un démembrement de la paroisse primitive de Pleurtuit et elle dépendait de l'évêché de Saint-Malo.

### Temps modernes

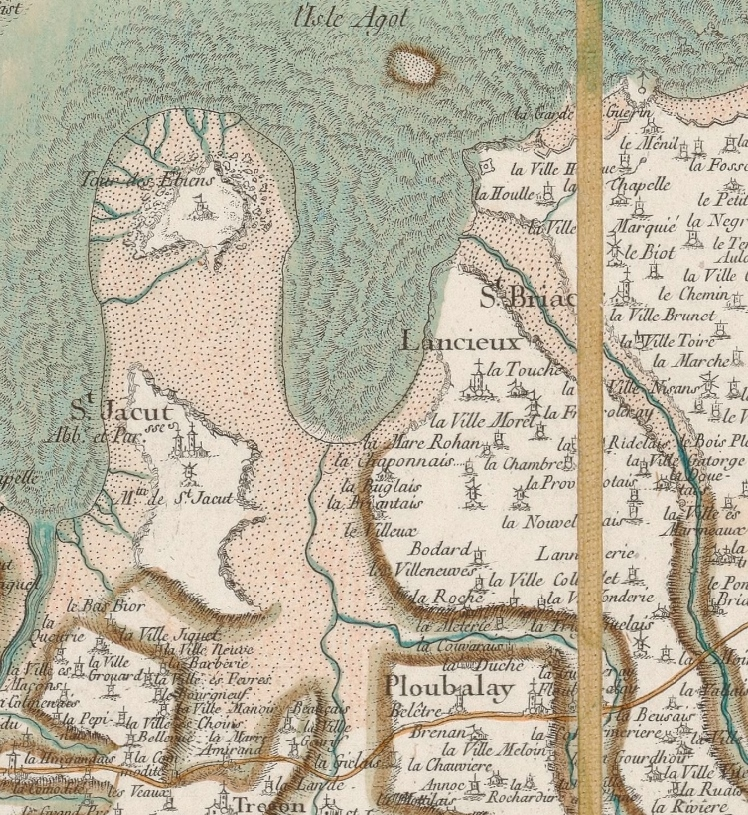
Saint-Briac sur la carte de Cassini (XVIe siècle).

Du XVIe siècle et jusqu'à la Révolution française, les Du Breil de Pontbriand sont les seuls seigneurs de Saint-Briac-sur-Mer.

#### Bataille de Saint-Cast
Lors de la Guerre de Sept Ans, les 4 et 5 septembre 1758, une flotte britannique, forte de plus de 113 navires et commandée par l'amiral Richard Howe, débarque dans l'anse de la Fosse, à l'est de la pointe de la Garde-Guérin, un corps de plus de 9 000 hommes (voire 13 000) sous les ordres du général Thomas Bligh qu'accompagne le duc d'York, futur roi George III.
Elle établit un camp au village de la Plate-Roche (Saint-Lunaire), après avoir pillé Saint-Briac et ses environs :  à Saint-Briac, elle incendie les villages de la Fosse, du Mesnil, du Chemin et de la Ville-au-Coq.
Après avoir constaté qu'elle ne pourra pas passer à Saint-Malo, elle se déplace et réembarque à Saint-Cast sous le feu des troupes françaises qui sont arrivées.

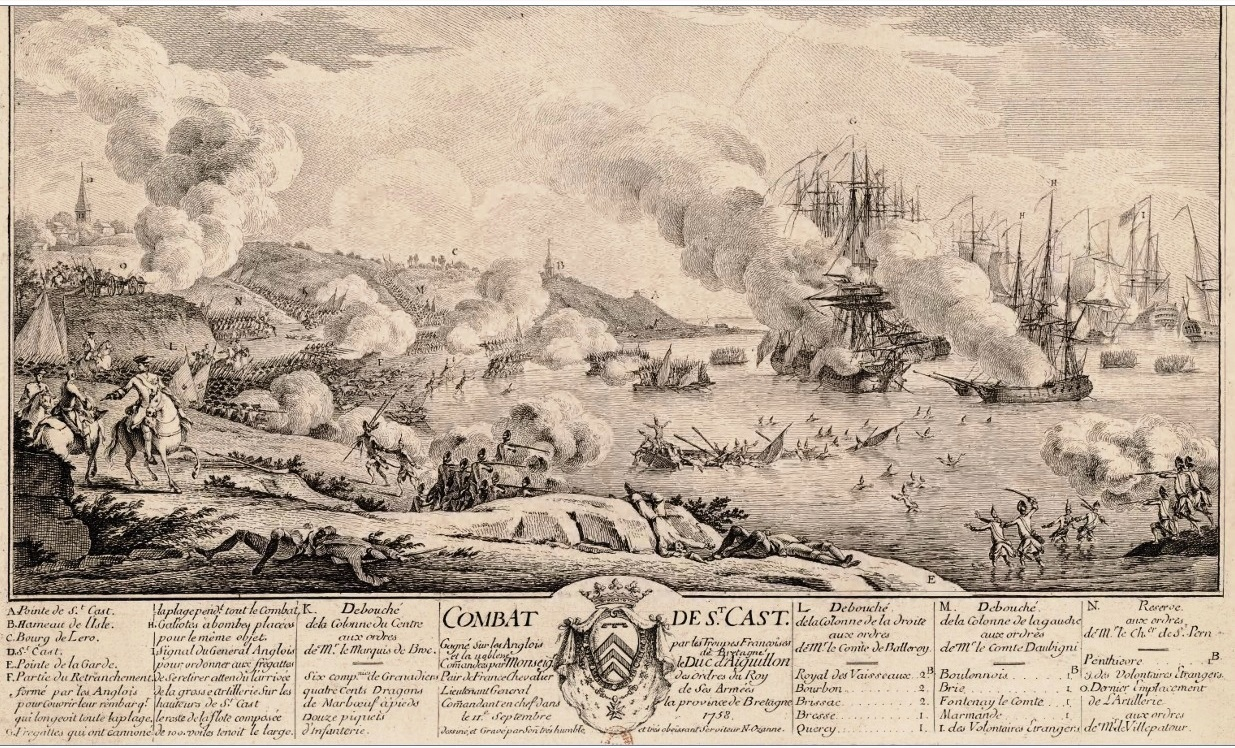
Nicolas Ozanne, Combat de Saint-Cast en 1758, 1758.

### Époque contemporaine

#### LeXIXesiècle

##### Les peintres et la villégiature
Comme le montrent les tableaux des grands peintres de la fin du XIXe siècle et les photographies d'époque, la côte, avant l'implantation des villégiatures, était dépourvue d'arbres : ce sont les nouveaux résidents estivaux qui ont planté toutes sortes d'espèces et ainsi agrémenté le site.
- 1882 : construction du château du Nessay.
- 1883 : Construction de l'hôtel des Panoramas[24].
- 1884 : Séjour de Paul Signac.
- 1885-1895 : Séjours estivaux d'Henri Rivière (artiste dessinateur).
- 1892 : Création du Dinard-Golf[25].
- 1896 : Construction du club-house du Dinard Golf Club.

#### La Belle Époque
En 1901 ouvre la ligne de tramway de Saint-Briac à Dinard, une ligne de tramway à vapeur à voie métrique qui relie Saint-Briac à Dinard en passant par Saint-Lunaire. Elle a été ouverte entre 1901 et 1902. En 1929, la ligne ferme pour être remplacée par un service d'autocar,.

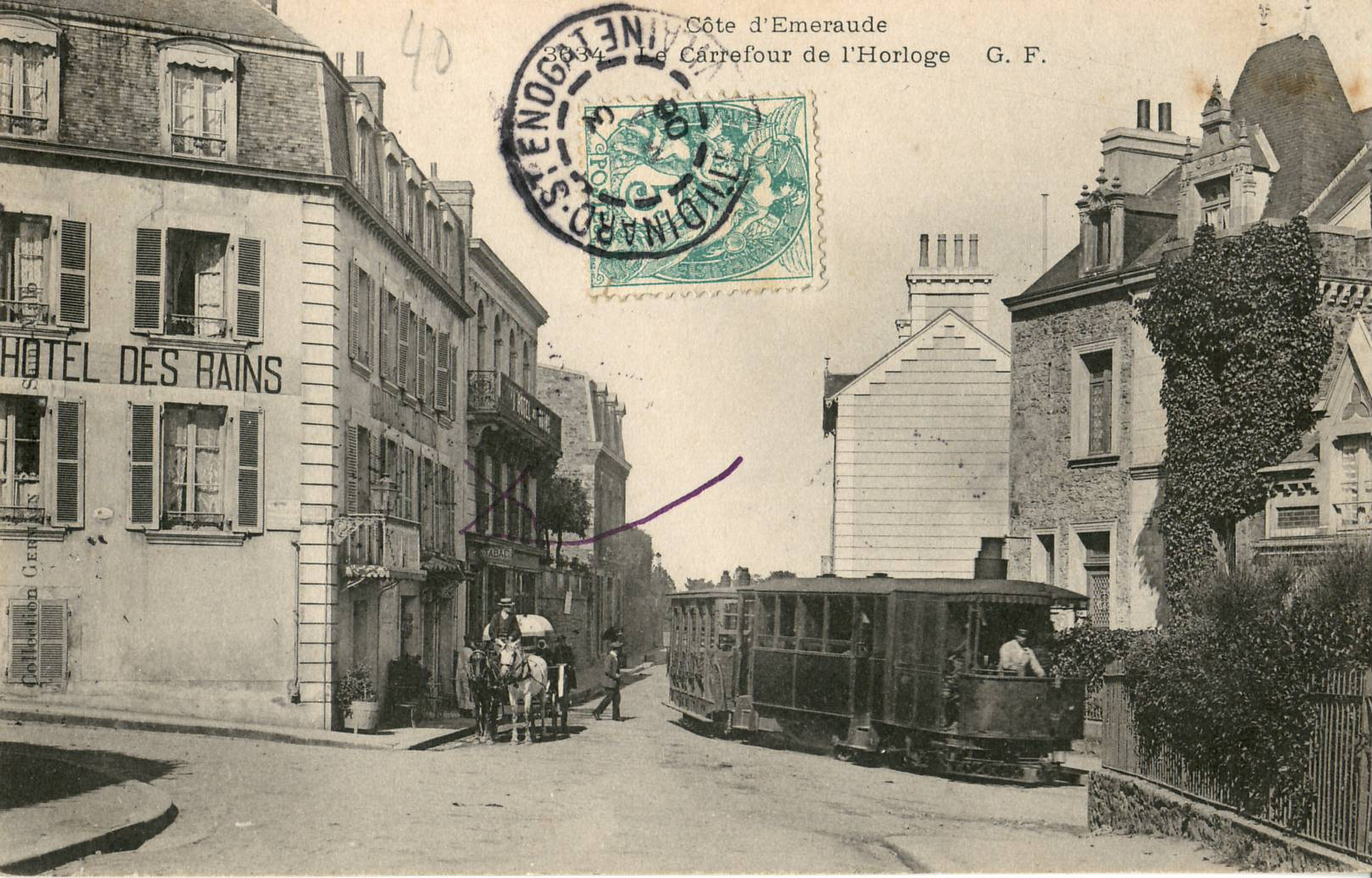
Le tramway au carrefour de l'Horloge.

Saint-Briac-sur-Mer au tout début du XXe siècle
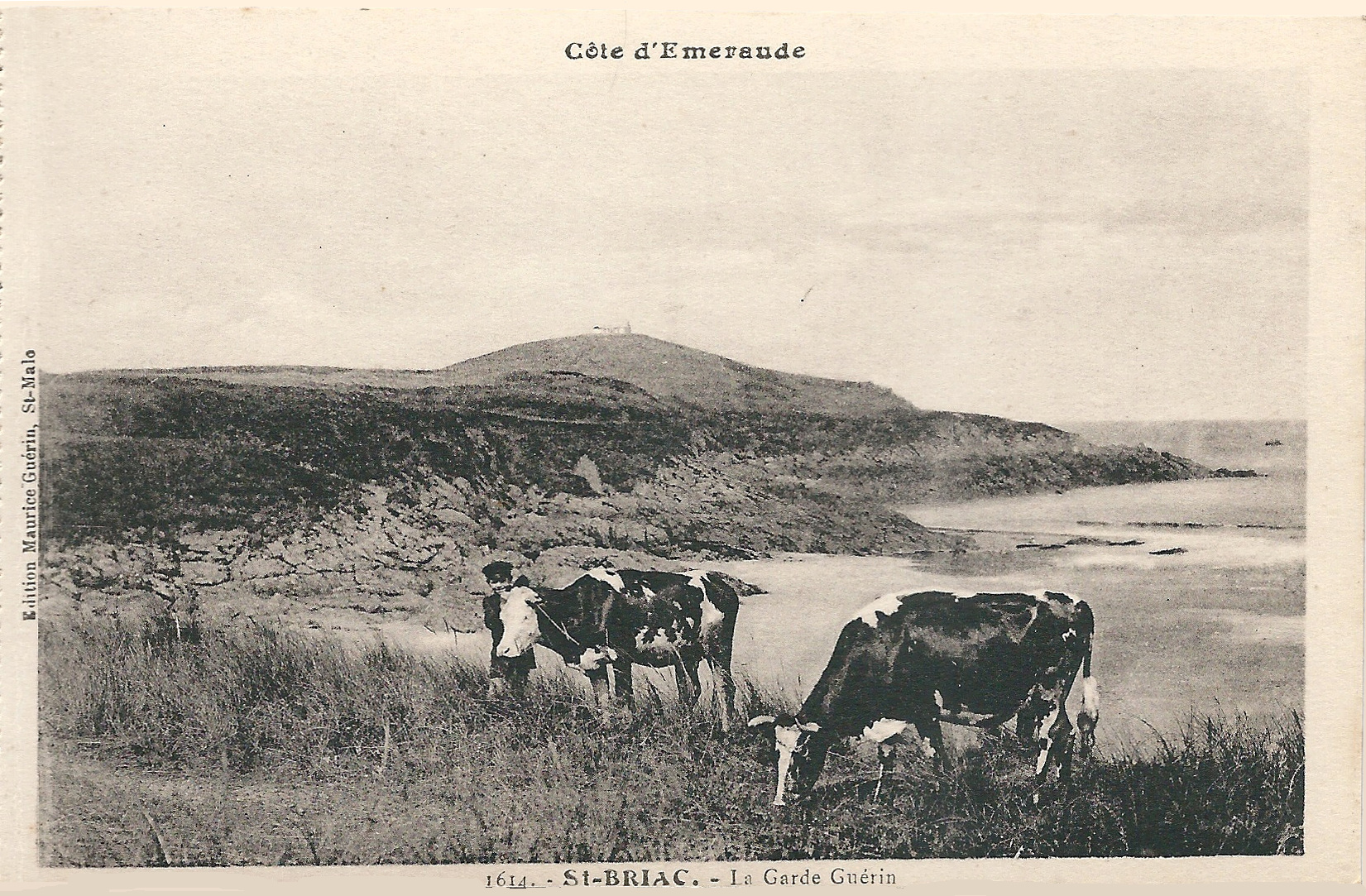
La Garde Guérin.
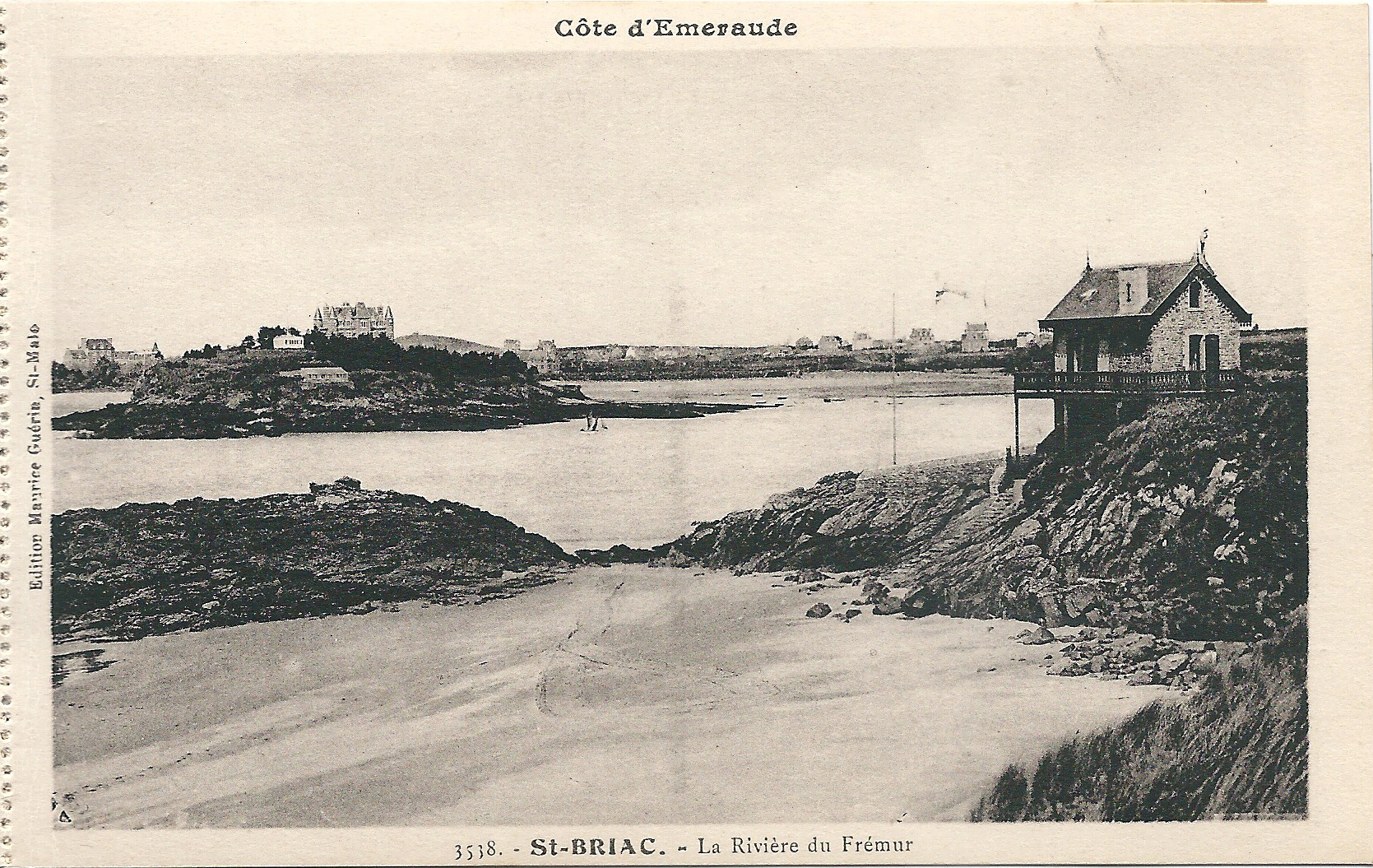
La rivière du Frémur.
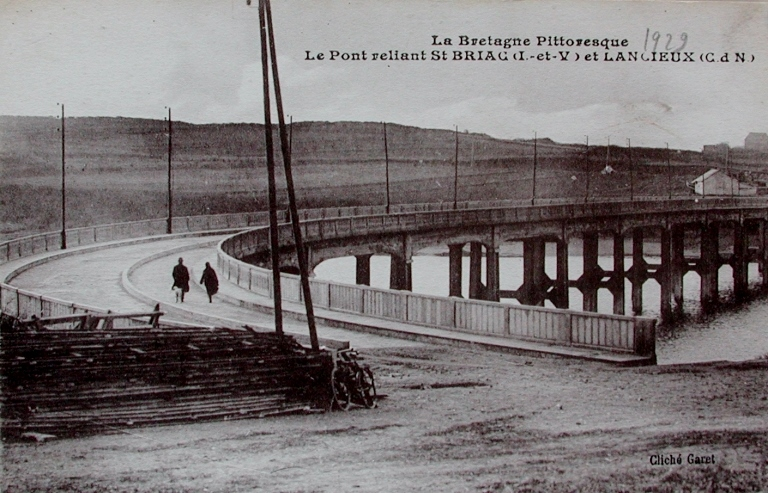
L'ancien pont sur le Frémur vers 1929.

#### La Première Guerre mondiale
En 1914, l'hôpital militaire complémentaire n°43 est ouvert à Saint-Briac devant l'afflux des blessés. Il ferme en 1916.[réf. nécessaire]

#### L'Entre-deux-guerres
1920 est l'année de la création des tennis à la Houle.
Au début de la décennie 1920, le grand-duc Cyrille Vladimirovitch (cousin de l'ancien tsar Nicolas II) s'installe à Saint-Briac avec sa femme et ses enfants.
En 1927 ouvre le deuxième club-house du "Dinard Golf Club", construit par l'architecte Marcel Oudin.

### La Seconde Guerre mondiale
Saint-Briac est le flanc ouest de la « Festung » de Saint-Malo. De nombreux blockhaus y sont construits, dont l'ensemble de la pointe de la Garde-Guérin.

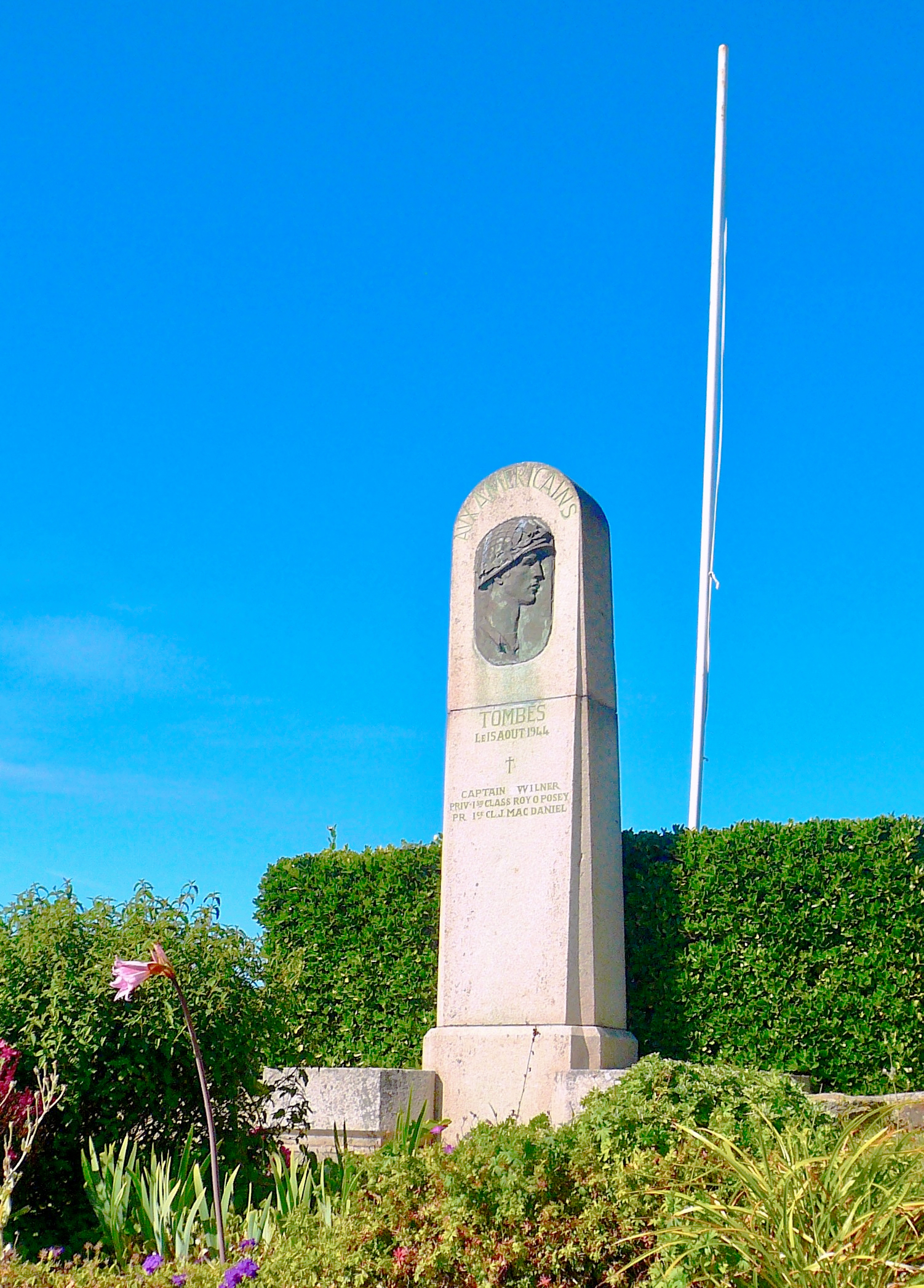
Le monument aux morts américain érigé en l'honneur du Captain Wilner, du First Class Roy O'Posey et du First Class J. MacDaniel, tombés le 15 août 1944 à Saint-Briac.

Saint-Briac est libérée par les Américains le 15 août 1944, au prix de la vie de trois GI's : le Captain Wilner, le First Class Roy O'Posey et le First Class J. MacDaniel. Lors de la libération de la commune, Tony Vaccaro a réalisé des photographies de guerre devenues célèbres.

### LeXXIesiècle
L'opposition de certains riverains à l'ouverture du sentier littoral GR 34 au droit de leurs propriétés suscite de nombreuses polémiques,,.

## Politique et administration

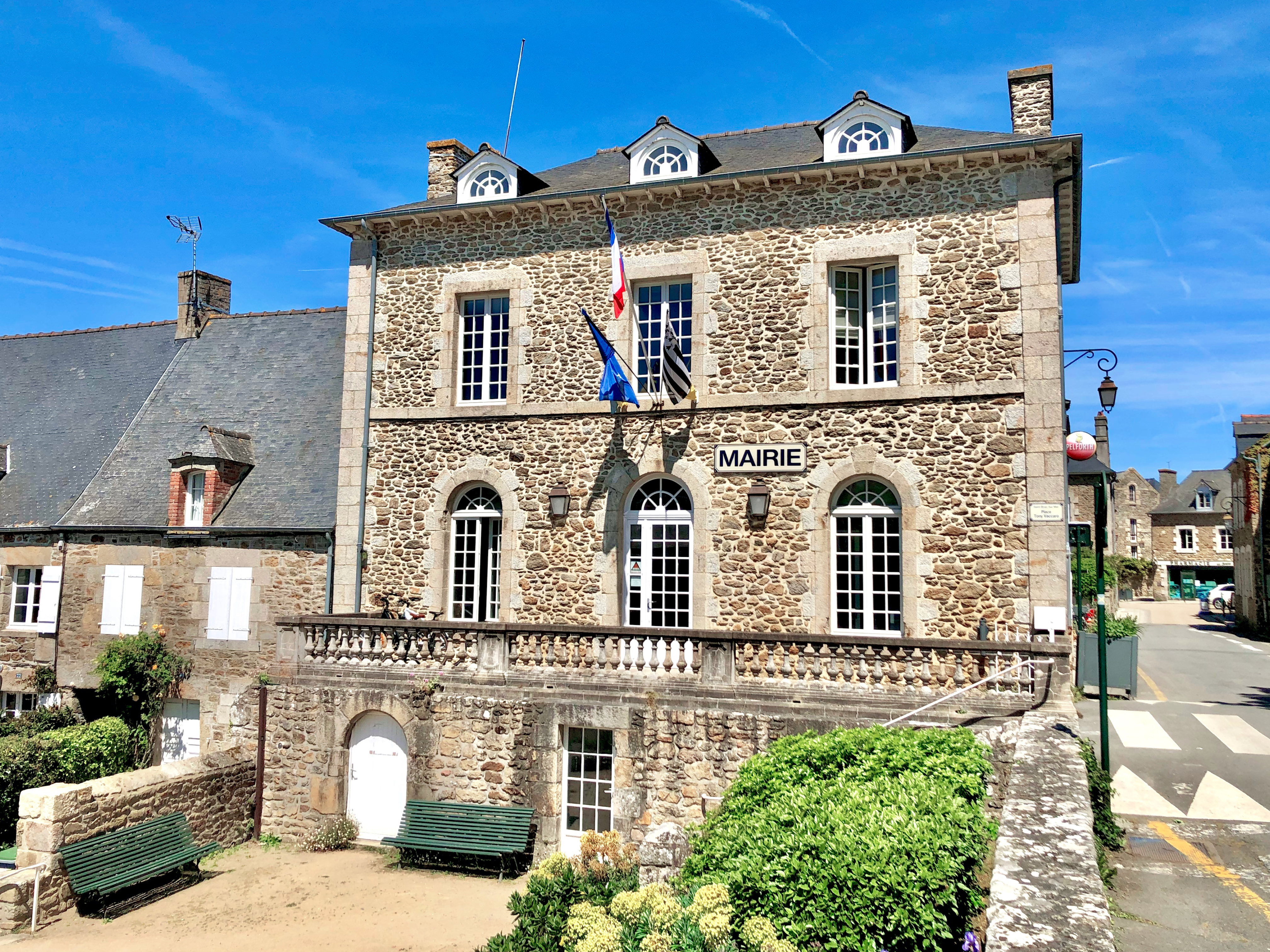
La mairie.

### Rattachements administratifs et électoraux

#### Rattachements administratifs
La commune se trouve dans l'arrondissement de Saint-Malo du département de l'Ille-et-Vilaine.
Après avoir été le chef-lieu d'un fugace canton de Saint-Briac de 1793 à 1801, elle faisait partie depuis lors du canton de Dinard. Dans le cadre du redécoupage cantonal de 2014 en France, cette circonscription administrative territoriale a disparu, et le canton n'est plus qu'une circonscription électorale.

#### Rattachements électoraux
Pour les élections départementales, la commune fait partie depuis 2014 du canton de Saint-Malo-2.
Pour l'élection des députés, elle fait partie de la septième circonscription d'Ille-et-Vilaine.

### Intercommunalité
Saint-Briac-sur-Mer est membre de la communauté de communes Côte d'Émeraude, un établissement public de coopération intercommunale (EPCI) à fiscalité propre créé en 1996 et auquel la commune a transféré un certain nombre de ses compétences, dans les conditions déterminées par le code général des collectivités territoriales.

### Liste des maires
| Période                                  | Période                       | Identité                | Étiquette | Qualité |
| ---------------------------------------- | ----------------------------- | ----------------------- | --------- | --- |
| Les données manquantes sont à compléter. |                               |                         |           | |
| 1789                                     |                               | René Chevallier         |           | |
| 1792                                     |                               | Pierre Joulain          |           | Élu |
| 1793                                     |                               | Joseph Le Meuf          |           | Nommé |
| 1794                                     |                               | Joseph Joulain          |           | Nommé |
| 1795                                     |                               | Joseph Joulain          |           | |
| 1848                                     | 1878                          | Guillaume Buot          |           | |
| 1878                                     | 1881                          | Emile Buot              |           | |
| 1881                                     | 1887                          | Alfred Moreau Descoings |           | |
| 1887                                     | 1892                          | Joseph Bourge           |           | |
| 1892                                     | 1899                          | Maurice de Villebresme  |           | |
| 1899                                     | 1907                          | Julien Perrette         |           | |
| 1907                                     | 1912                          | Louis Thoreux           |           | |
| 1912                                     | 1916                          | Eugène Villeaumoras     |           | |
| 1916                                     | 1928                          | Eugène Noël             |           | |
| 1931                                     | 1943                          | Gaston Dambreville      |           | |
| 1944                                     | 1944                          | Célestin Touzé          |           | |
| 1944                                     | mars 1965                     | Alexis David            |           | Capitaine au long cours, cap-hornier |
| mars 1965                                | novembre 1975                 | Georges Bourgeois       | Droite    | Démissionnaire |
| décembre 1975                            | février 1978                  | Ernest Ogé              | PSU       | Instituteur puis inspecteur primaire Mort en fonction                                                                                   |
| avril 1978                               | mars 1983                     | André Taisne            |           | Colonel retraité |
| mars 1983                                | mars 1989                     | François Debonnet       | CNIP      | Ancien directeur administratif |
| mars 1989                                | juin 1995                     | Michel Le Bras          |           | |
| juin 1995                                | mars 2008                     | Brice Lalonde           | GÉ        | Ministre (1988 → 1992) Conseiller régional de Bretagne (1998 → 2004)                                                                    |
| mars 2008                                | avril 2014                    | Auguste Senghor,        | DVD       | Vétérinaire retraité Maire du May-sur-Èvre (1977 → 1989 et 1995 → 2008) Vice-président de la CC Côte d'Émeraude (2008 → 2014)           |
| avril 2014                               | mars 2023,                    | Vincent Denby-Wilkes    | ÉCO       | Coordonnateur EDF Vice-président de la CC Côte d'Émeraude ( ? → 2023) Mandat écourté par la démission d'une partie du conseil municipal |
| mars 2023,                               | En cours (au 22 février 2024) | Philippe Fourneyron     | SE        | Médecin généraliste, époux de l'ancienne ministre Valérie Fourneyron                                                                    |

### Jumelages
- Lancieux (France)
- Besse (France)

## Population et société

### Démographie

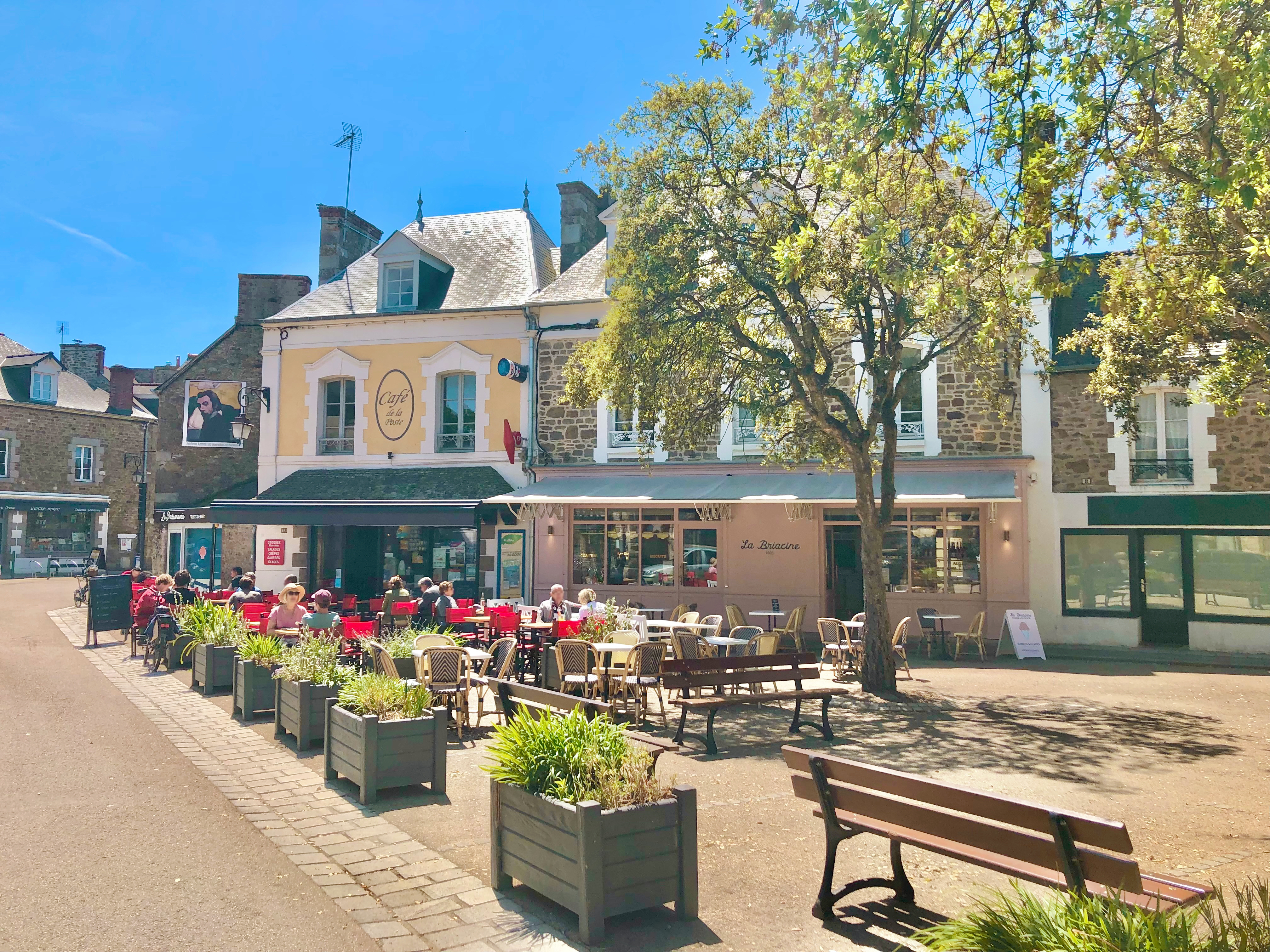
La place du Centre.

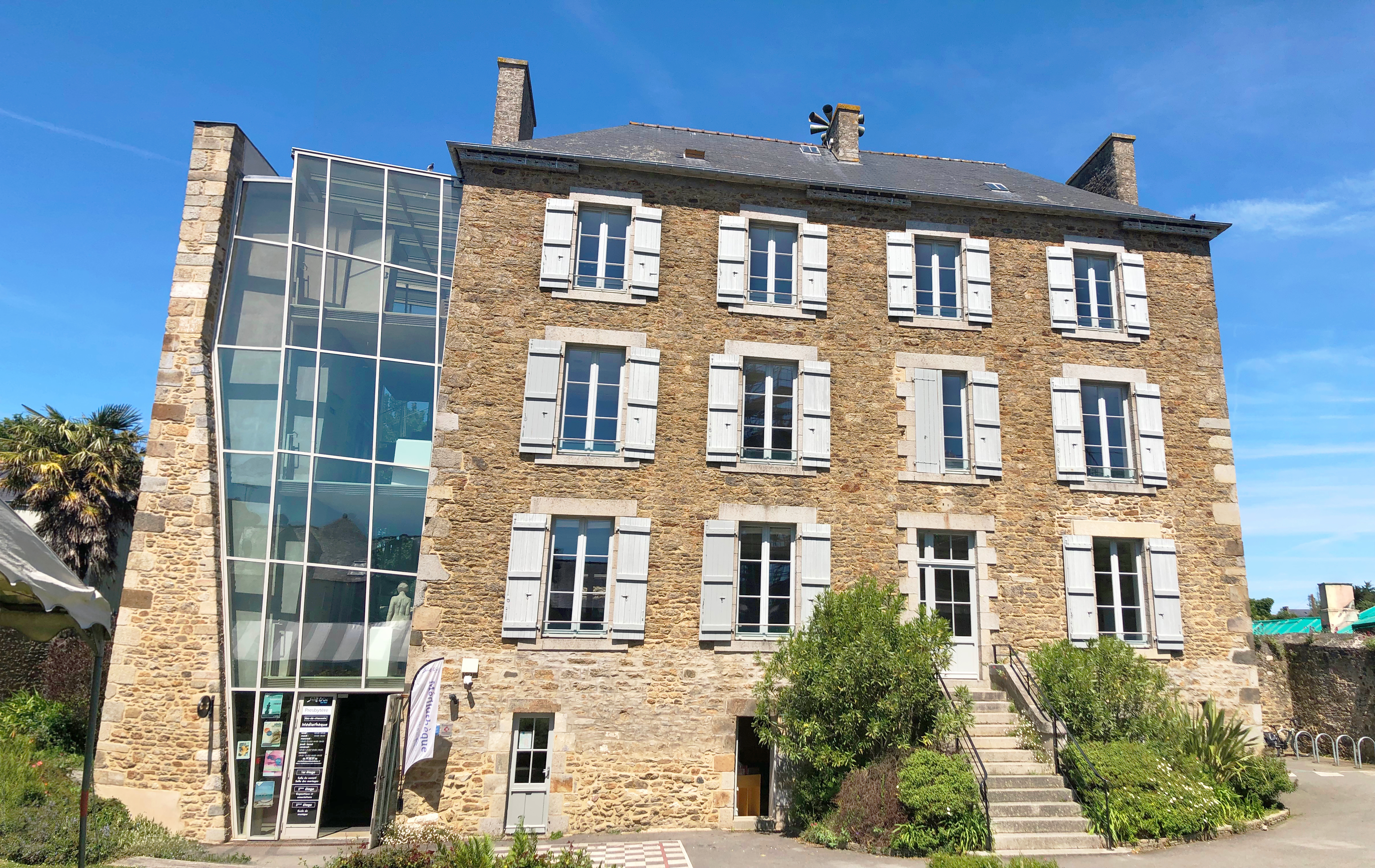
L'ancien presbytère, près de l'église Saint Briac, transformé en médiathèque.

Le nom des habitants est Briacin.

#### Évolution démographique
L'évolution du nombre d'habitants est connue à travers les recensements de la population effectués dans la commune depuis 1793. Pour les communes de moins de 10 000 habitants, une enquête de recensement portant sur toute la population est réalisée tous les cinq ans, les populations de référence des années intermédiaires étant quant à elles estimées par interpolation ou extrapolation. Pour la commune, le premier recensement exhaustif entrant dans le cadre du nouveau dispositif a été réalisé en 2004.

En 2022, la commune comptait 2 228 habitants, en évolution de +11,01 % par rapport à 2016 (Ille-et-Vilaine : +5,46 %, France hors Mayotte : +2,11 %).
| 1793  | 1800  | 1806  | 1821  | 1831  | 1836  | 1841  | 1846  | 1851  |
| ----- | ----- | ----- | ----- | ----- | ----- | ----- | ----- | ----- |
| 1 760 | 1 697 | 1 809 | 1 982 | 2 439 | 2 040 | 1 878 | 1 668 | 1 880 |

| 1856  | 1861  | 1866  | 1872  | 1876  | 1881  | 1886  | 1891  | 1896  |
| ----- | ----- | ----- | ----- | ----- | ----- | ----- | ----- | ----- |
| 2 077 | 2 120 | 2 071 | 2 414 | 2 089 | 2 178 | 2 317 | 2 220 | 2 168 |

| 1901  | 1906  | 1911  | 1921  | 1926  | 1931  | 1936  | 1946  | 1954  |
| ----- | ----- | ----- | ----- | ----- | ----- | ----- | ----- | ----- |
| 1 960 | 1 981 | 2 213 | 1 782 | 1 970 | 2 042 | 1 920 | 1 880 | 1 947 |

| 1962  | 1968  | 1975  | 1982  | 1990  | 1999  | 2004  | 2006  | 2009  |
| ----- | ----- | ----- | ----- | ----- | ----- | ----- | ----- | ----- |
| 1 709 | 1 666 | 1 619 | 1 691 | 1 825 | 2 054 | 1 950 | 1 948 | 1 955 |

| 2014  | 2019  | 2022  | - | - | - | - | - | - |
| ----- | ----- | ----- | - | - | - | - | - | - |
| 1 978 | 2 193 | 2 228 | - | - | - | - | - | - |

#### Pyramide des âges
La population de la commune est relativement âgée.
En 2018, le taux de personnes d'un âge inférieur à 30 ans s'élève à 19,5 %, soit en dessous de la moyenne départementale (38,2 %). À l'inverse, le taux de personnes d'âge supérieur à 60 ans est de 50,3 % la même année, alors qu'il est de 23,3 % au niveau départemental.
En 2018, la commune comptait 1 019 hommes pour 1 113 femmes, soit un taux de 52,2 % de femmes, légèrement supérieur au taux départemental (51,18 %).
Les pyramides des âges de la commune et du département s'établissent comme suit.
| Hommes | Classe d’âge | Femmes |
| ------ | ------------ | ------ |
| 1,9    | 90 ou +      | 3,6    |
| 15,7   | 75-89 ans    | 18,6   |
| 30,8   | 60-74 ans    | 29,7   |
| 17,3   | 45-59 ans    | 19,4   |
| 11,6   | 30-44 ans    | 12,0   |
| 10,9   | 15-29 ans    | 6,7    |
| 11,7   | 0-14 ans     | 10,0   |

| Hommes | Classe d’âge | Femmes |
| ------ | ------------ | ------ |
| 0,7    | 90 ou +      | 1,8    |
| 6,3    | 75-89 ans    | 8,7    |
| 14,5   | 60-74 ans    | 15,6   |
| 19,6   | 45-59 ans    | 18,8   |
| 19,5   | 30-44 ans    | 18,7   |
| 20,2   | 15-29 ans    | 19     |
| 19,1   | 0-14 ans     | 17,4   |

## Économie

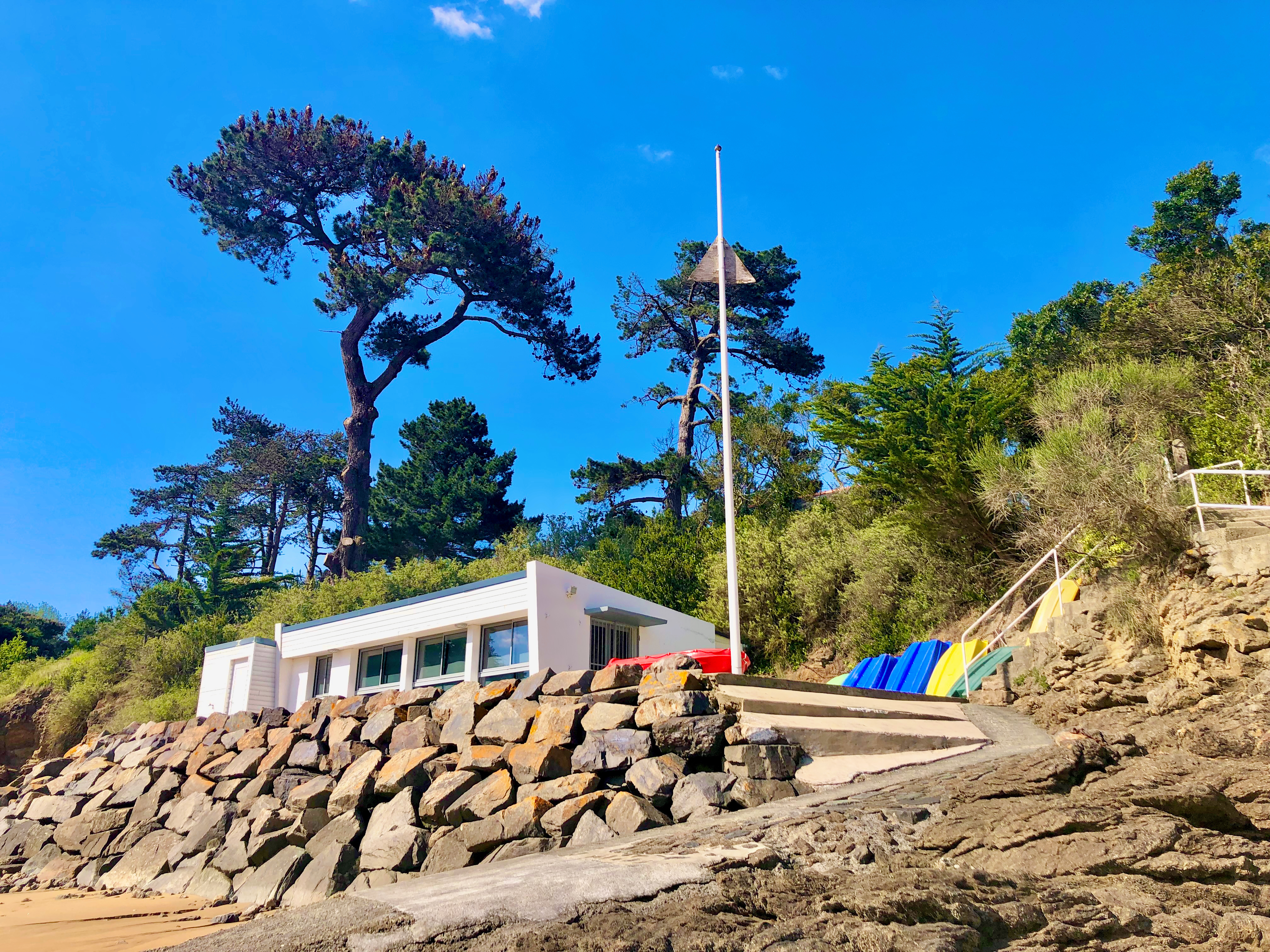
Le Yacht-Club de Saint-Briac sur la plage de la Petite Salinette.

Saint-Briac-sur-Mer est une station balnéaire réputée de la Côte d'Émeraude.
Une économie tournée vers le tourisme
En 2004, Saint-Briac comportait 913 résidences principales et 1 572 résidences secondaires. Les retraités représentaient alors 35 % de la population.
Les services de proximité sont le secteur offrant le plus d'emplois (83), suivis par la distribution (60), le BTP (44), l'administration (40) et l'entretien/réparation (37).

## Lieux et monuments
La commune compte plusieurs monuments historiques :

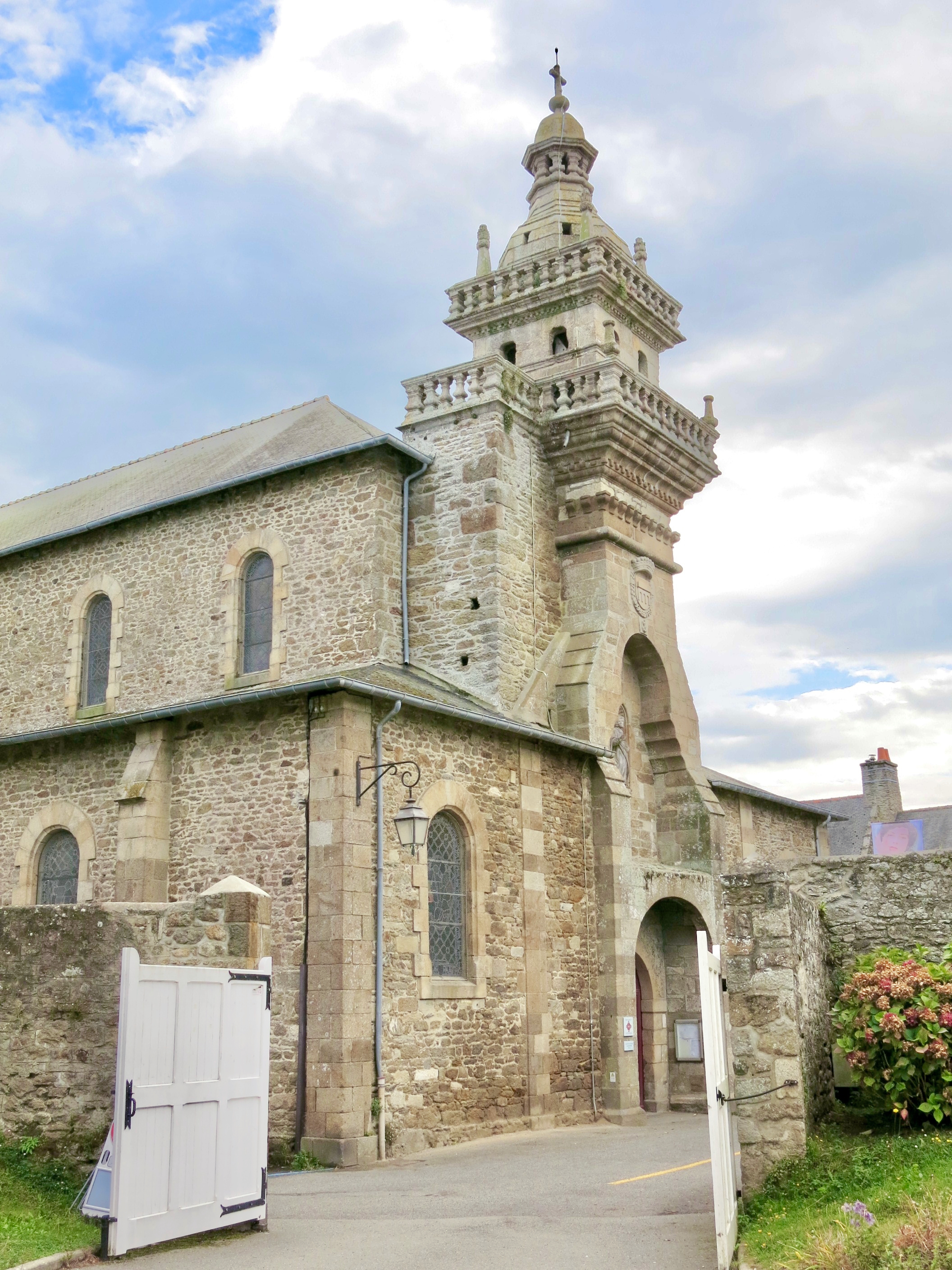
L'église Saint-Briac de Saint-Briac.

- l'église Saint-Briac  Classé MH (1908, clocher)[50],[51] (XVIIe siècle), reconstruite entre 1870 et 1875 à l'emplacement d'églises primitives datant de 1671 et des XIe, XIIe – XIIIe siècles. Cette reconstruction a été en partie financée par les marins de Saint-Briac ayant en échange reçu une autorisation de pêcher le dimanche[52] (des maquereaux sculptés ornent d'ailleurs l'extérieur de l'édifice). 
L'ancienne église, qui datait de 1671, se composait d'une nef avec deux collatéraux, d'un transept, d'une abside à pans coupés, et d'un clocher daté de 1671. La chapelle prohibitive des seigneurs de Pontbriand, comme seigneurs de la Garde, était du côté nord. Une litre aux armes des seigneurs de Pontbriand entourait l'église au XVIIe siècle. Le chœur de l'église renfermait jadis un tombeau élevé appartenant aux seigneurs de la Houlle. Un reliquaire ou charnier, avec une inscription en quatre vers, se voyait autrefois en face de la porte d'entrée. 
L'ancienne église a été démolie en 1870 ; seule la tour carrée à l'ouest, surmontée d'un clocher, a été conservée. Entièrement en granit, il est orné de deux galeries à balustres et coiffé d'un dôme octogonal. Ce genre de construction unique en Ille-et-Vilaine, rappelle certains autres clochers bretons du Trégor ou du Finistère[52]. Il abrite une cloche de 1690 donnée par le seigneur de Pontbriand ;
- l'île Agot  Inscrit MH (1975)[53] qui renferme des sites protohistoriques ;

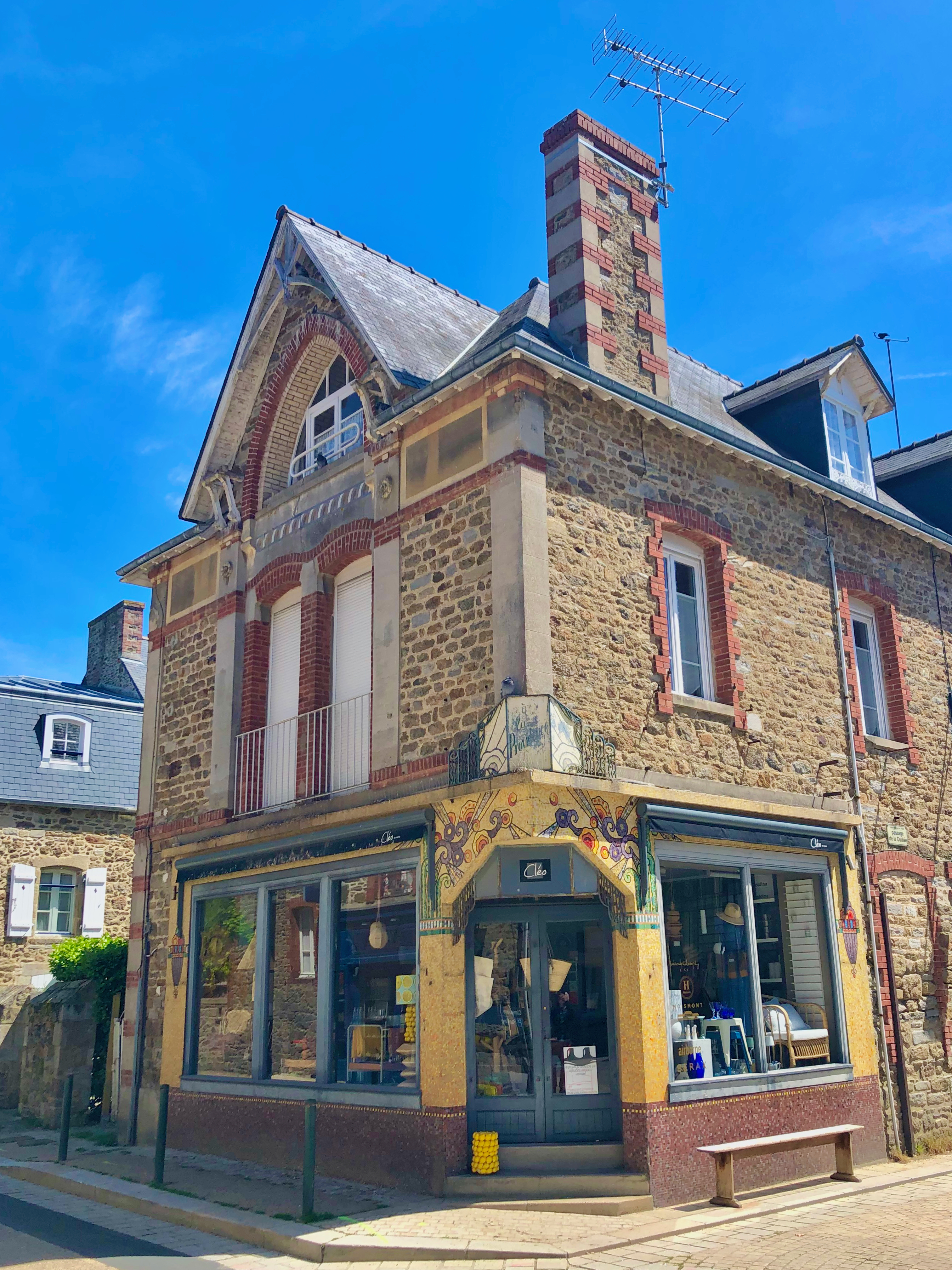
Le magasin À la Providence dont l'entrée et les vitrines sont encadrées de mosaïques signées Odorico.

- la boutique du 2 rue du Commandant-Pierre-Thoreux  Inscrit MH (2014, façades - dont la devanture commerciale - et ses toitures), datant de 1925, et son décor en mosaïque de l'atelier d'Odorico[54].
- le Club-house du Golf  Inscrit MH (2014, en totalité, à l'exception toutefois du sas ajouté à l'entrée du bâtiment)[55], datant de 1921 conçu par Marcel Oudin en style Art Déco[56]

On peut également signaler :

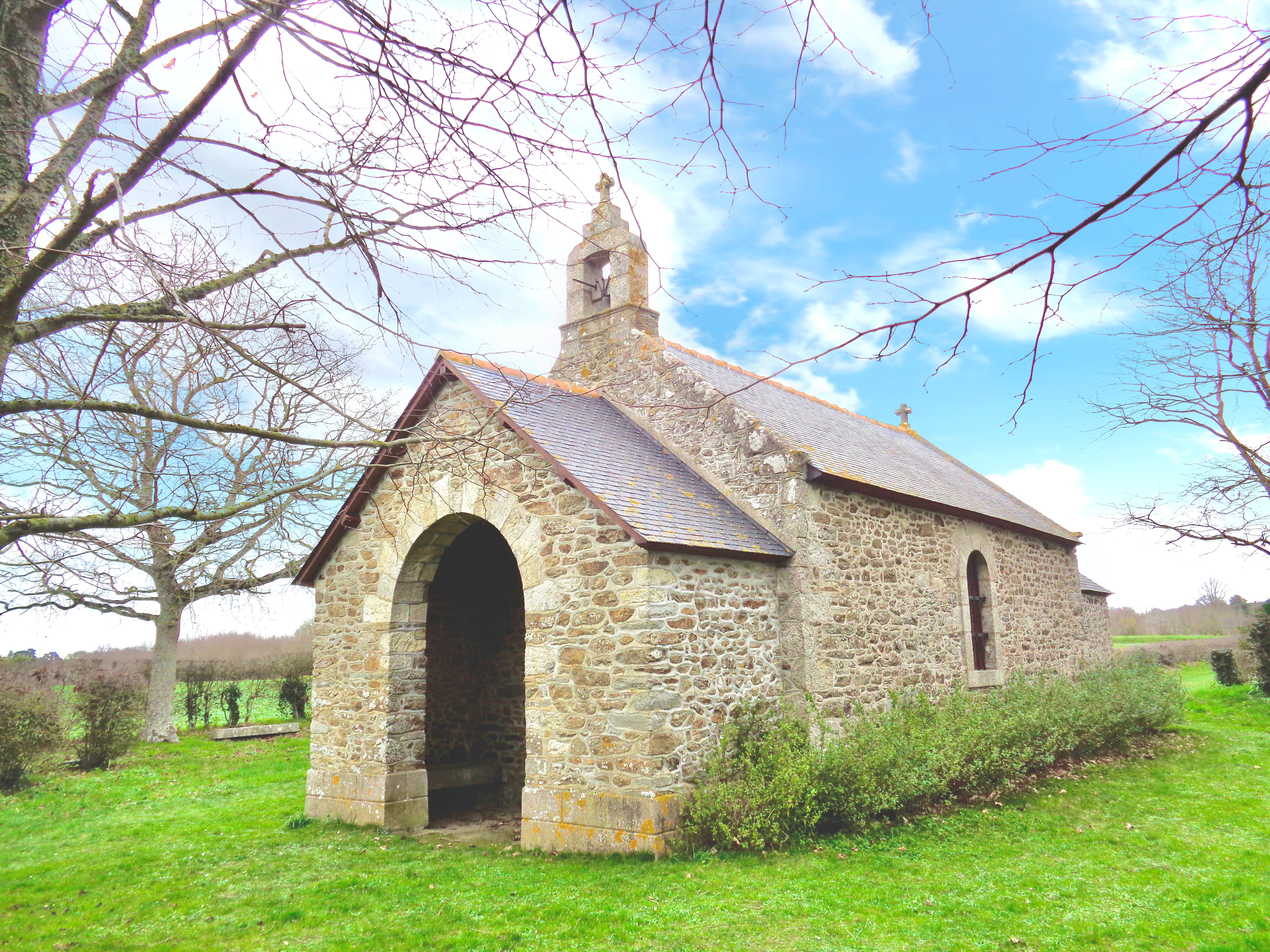
La chapelle de l'Épine-Notre-Dame.

- La chapelle de l'Épine-Notre-Dame ou chapelle Saint-Adam, mentionnée sous ce nom dès 1628[57]. Elle est déclarée en ruine en 1682 et reconstruite en 1688 sous le nom de Notre-Dame de l'Épine. 
Ancienne chapelle frairienne, elle est réédifiée en 1833. Son campanile porte les dates de 1565, 1688 et 1833. La tradition prétend qu'elle est construite sur l'emplacement d'une épine où l'on trouva une statue de la Vierge. On y conserve l'ancienne cloche de la chapelle Saint-Adam et la statue de la Vierge.
- L'ancienne chapelle du Vieux-Couvent (XIXe siècle) des sœurs de la Sagesse (1700-1800)

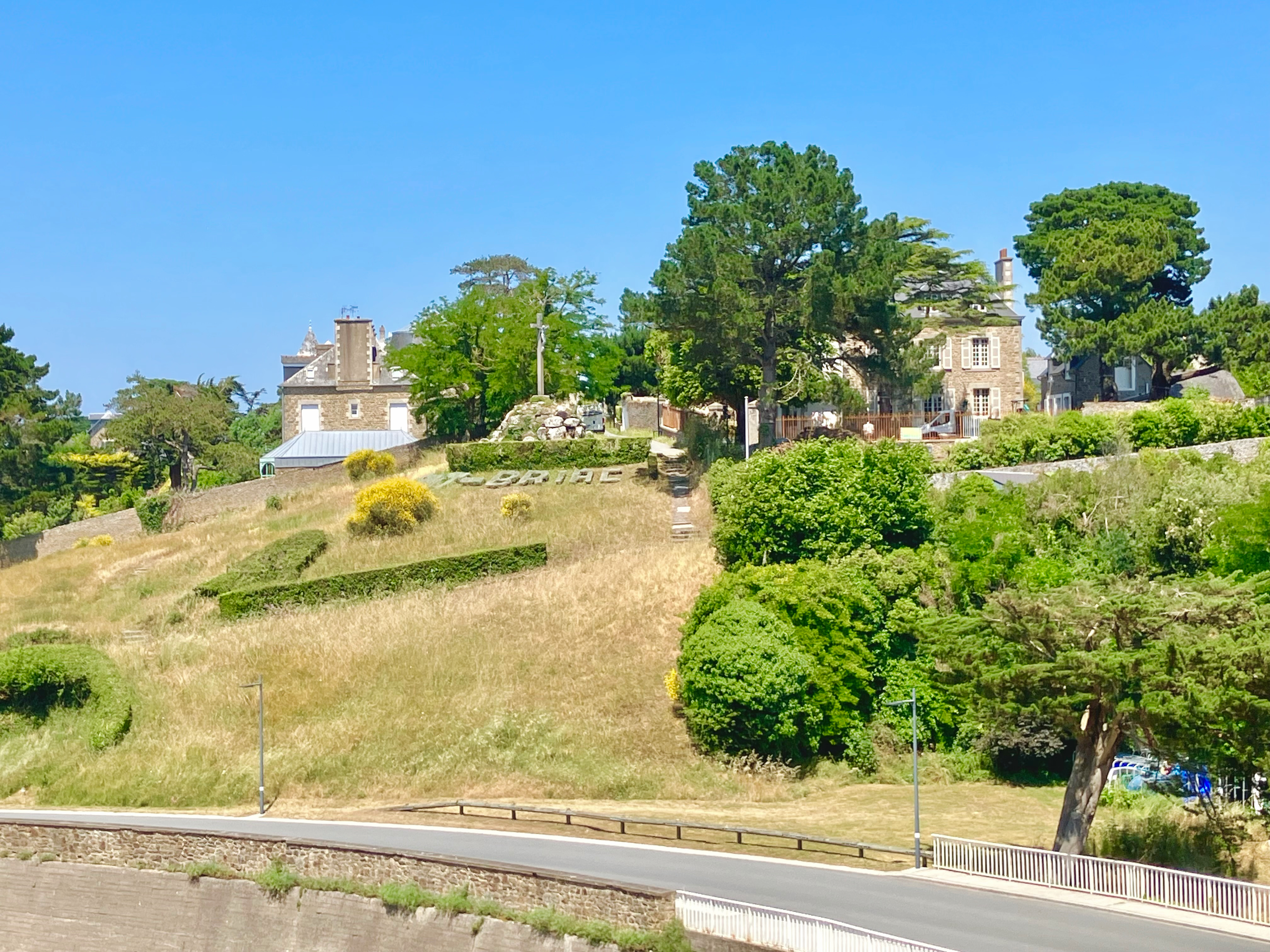
La Croix des Marins au-dessus du Balcon d'Émeraude.

- Le calvaire des marins (XIXe siècle), située au bourg de Saint-Briac[58]. Il se trouve à l'emplacement d'un ancien dolmen détruit vers 1850.
- La croix située au village de la Chapelle[59]. Cette croix remplace l'ancienne chapelle Saint-Pabu ou Saint-Tugdual.
- Le château du Nessay (XIXe-XXe siècle)[60]. Le château de Saint-Briac qui était situé au lieu-dit la Houle a été détruit vers 1650. La seigneurie de La Houle est annexée par le roi en 1650 à la seigneurie de la famille Breil-de-Pontbriand. Le château actuel a été érigé en 1886, par le comte Maurice de Villebresme, maire (1892-1899) de la commune. Il appartient à la commune qui le fait fonctionner en centre de vacances. Le parc contient une chapelle[61] reconstruite au XIXe siècle, avec réemploi d'une porte du XVIe siècle.
- L'ancien château fort de la Houle, mentionné dès le XIIe siècle dans le Roman d'Aquin. Il possédait jadis une chapelle privée[61]. C'était le château seigneurial de la paroisse. Propriété de la famille d'Elbiest en 1460 et en 1520[62]. Il est annexé en 1656 à la seigneurie de Pontbriand,
- L'ancienne faïencerie (1898-1899)[63]
- L'hôtel de La Houle (1880-1885)[64]
- La maison (XVIIIe siècle), située au no 1, rue du Nord[65]
- La rue pavée Emile-Bernard[66]
- Le lavoir (XXe siècle),
- Le boulevard de la Mer[67] et le Balcon d'Émeraude[68]

- Quatre moulins dont les moulins à vent de la Houle[69] (encore surnommé Moulin de Pierre Allée) (XVIIe siècle), de la Marche[70], de la Tourelle, et le moulin à eau de Rochegoude[71],[72] (XIXe siècle)
- Plusieurs monuments mégalithiques
- Le Tertre-Girault[73] et la « pierre du diable »
- L'ancien manoir de la Garde[74]. Propriété de la famille Boutier, puis de la famille du Breil en 1682
- L'ancien manoir de la Ville-aux-Provôts, situé route de Pleurtuit. Propriété de la famille du Breil en 1682[62].
- Le bureau de poste[75] construit sur les plans de Pierre-Jack Laloy en 1936 est un bon exemple de l'architecture régionaliste de l'entre-deux-guerres. Il comporte des bas-reliefs de Armel Beaufils et des mosaïques d'Odorico

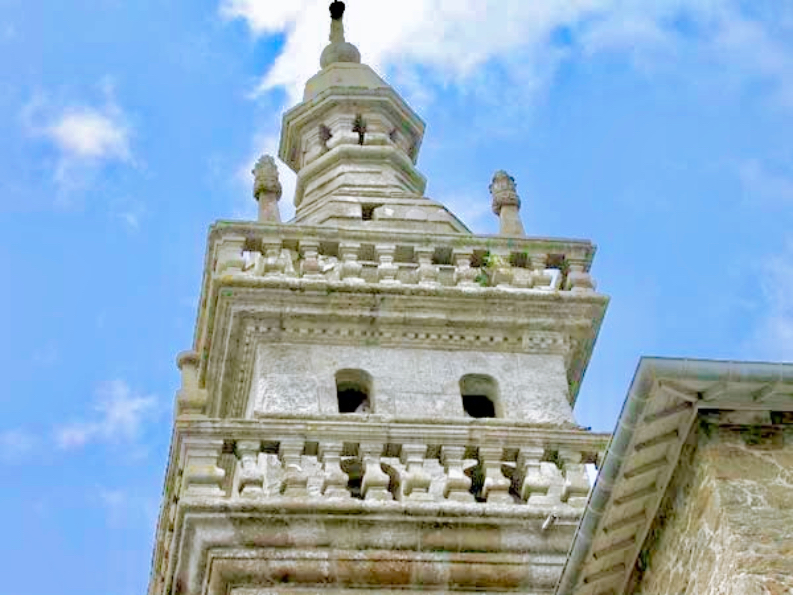
Le clocher de l'église Saint-Briac.
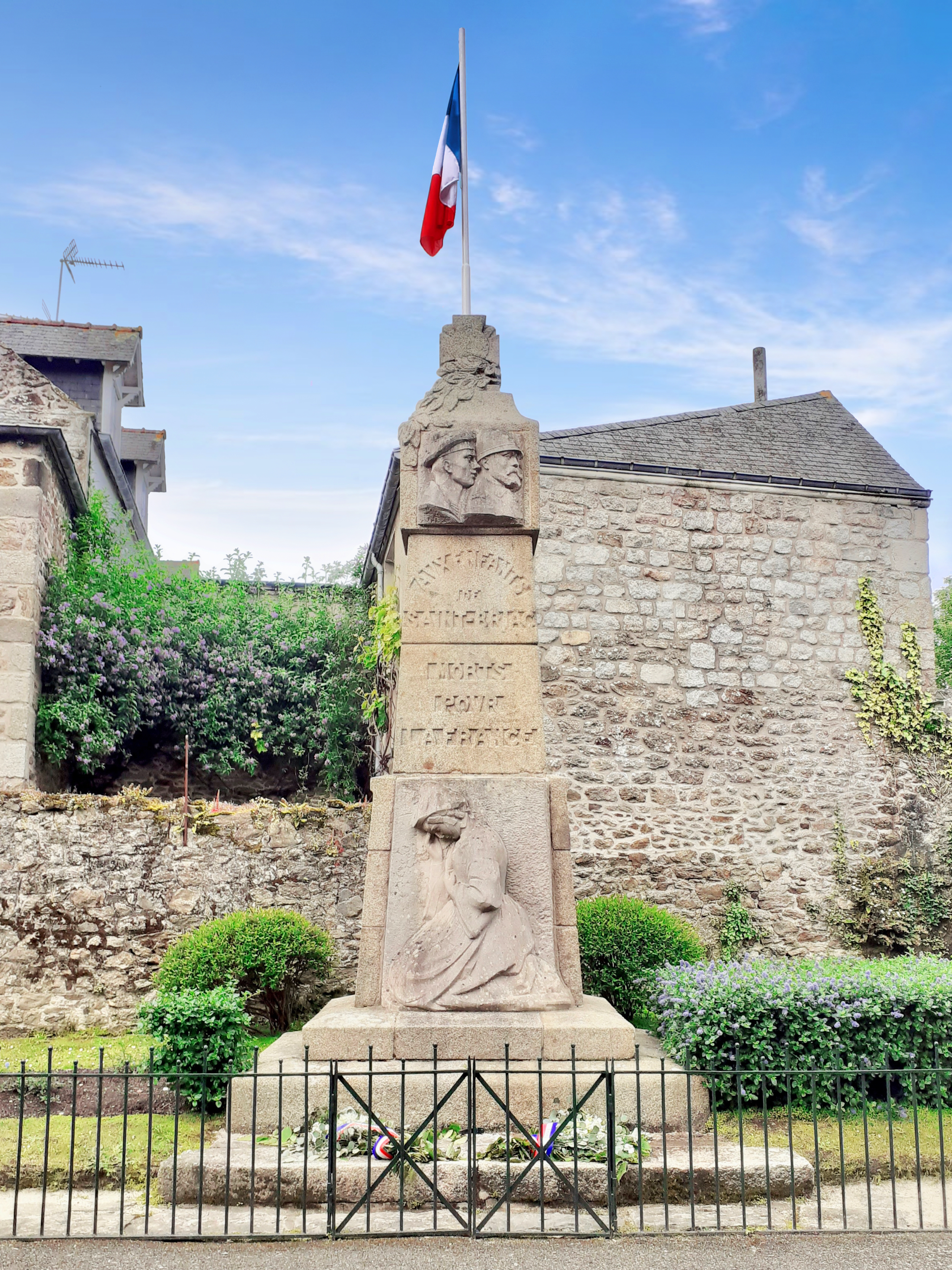
Le monument aux morts
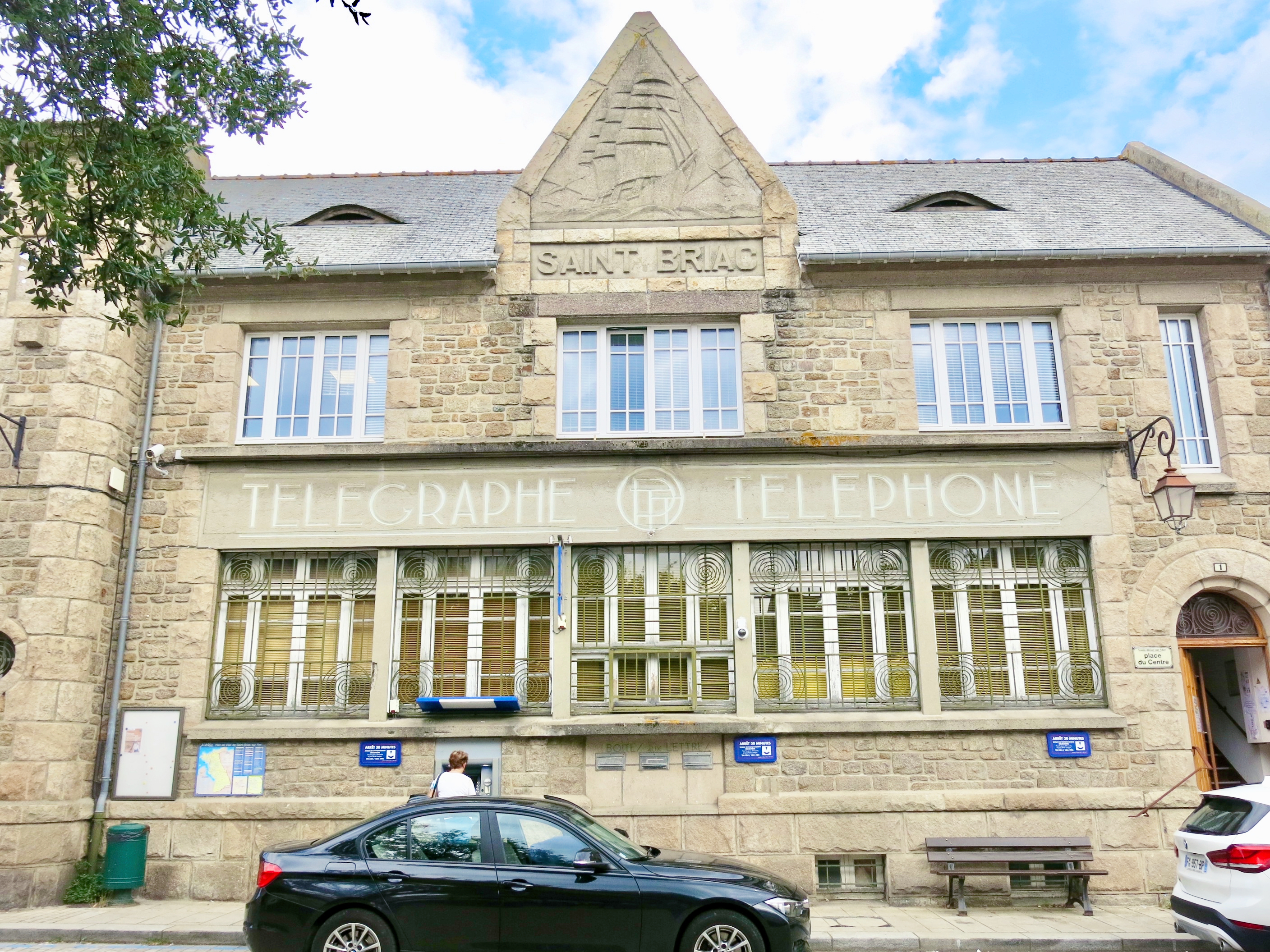
Au temps des P.T.T.
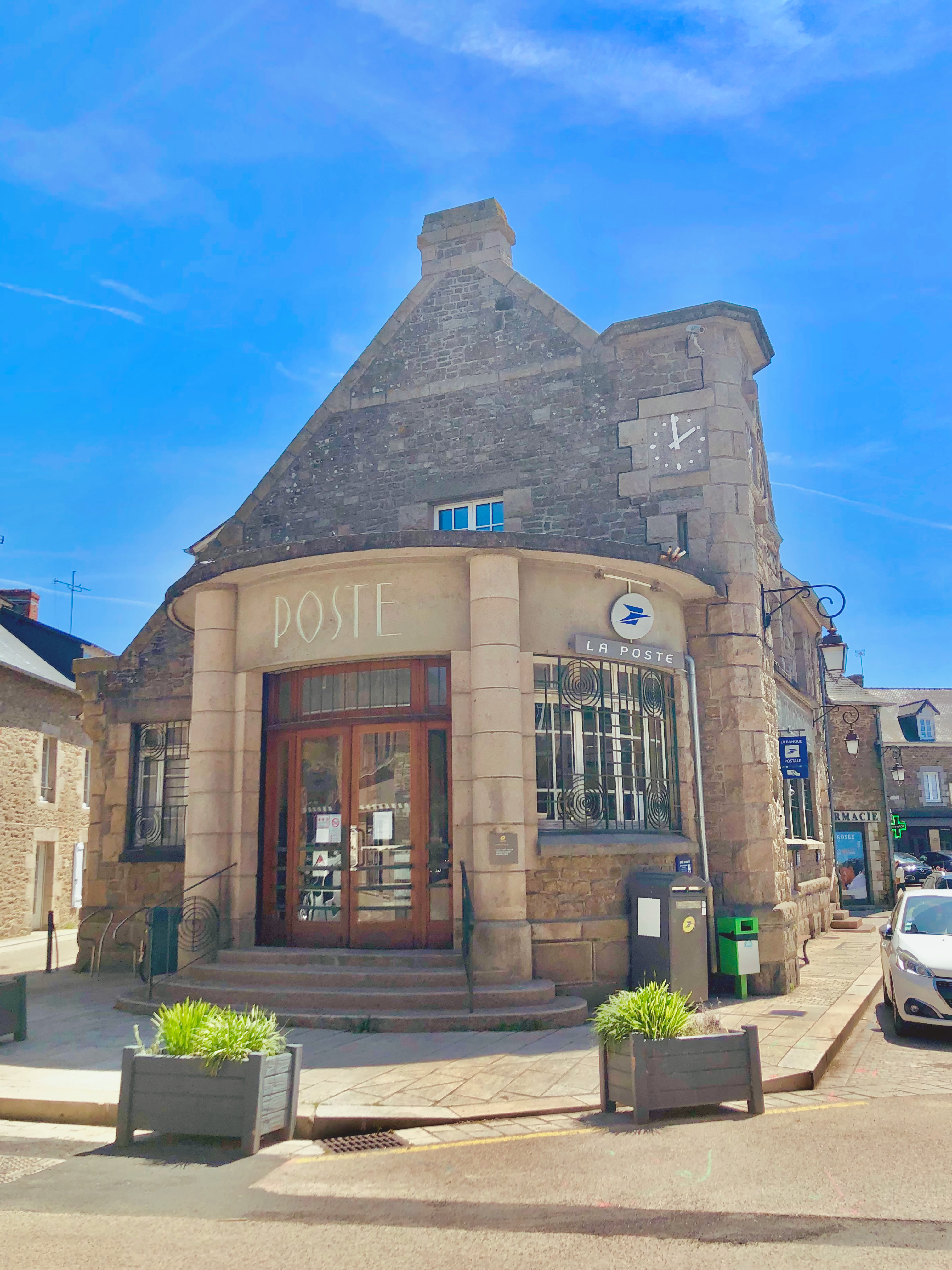
La Poste de Saint-Briac…
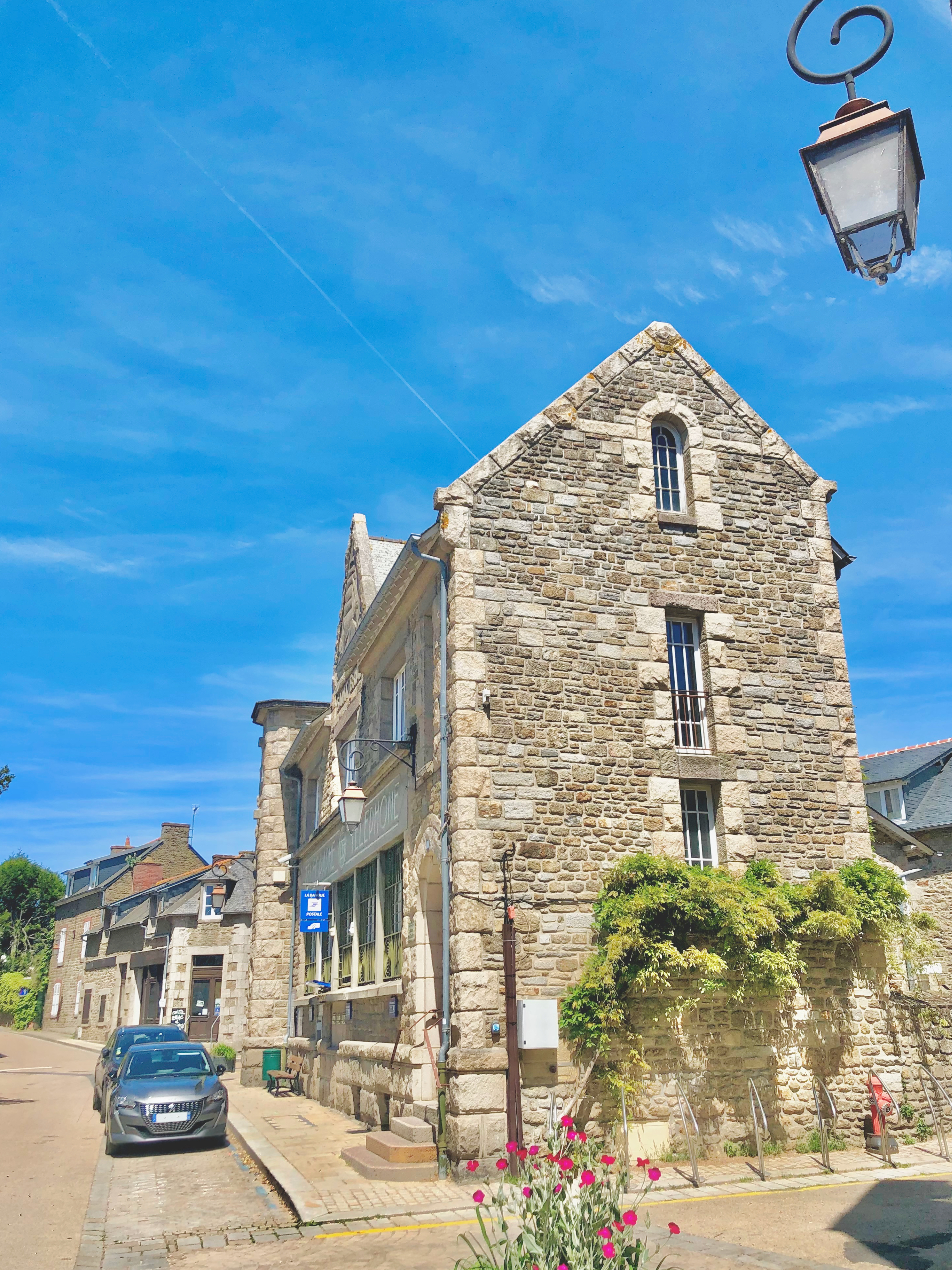
… place du Centre.
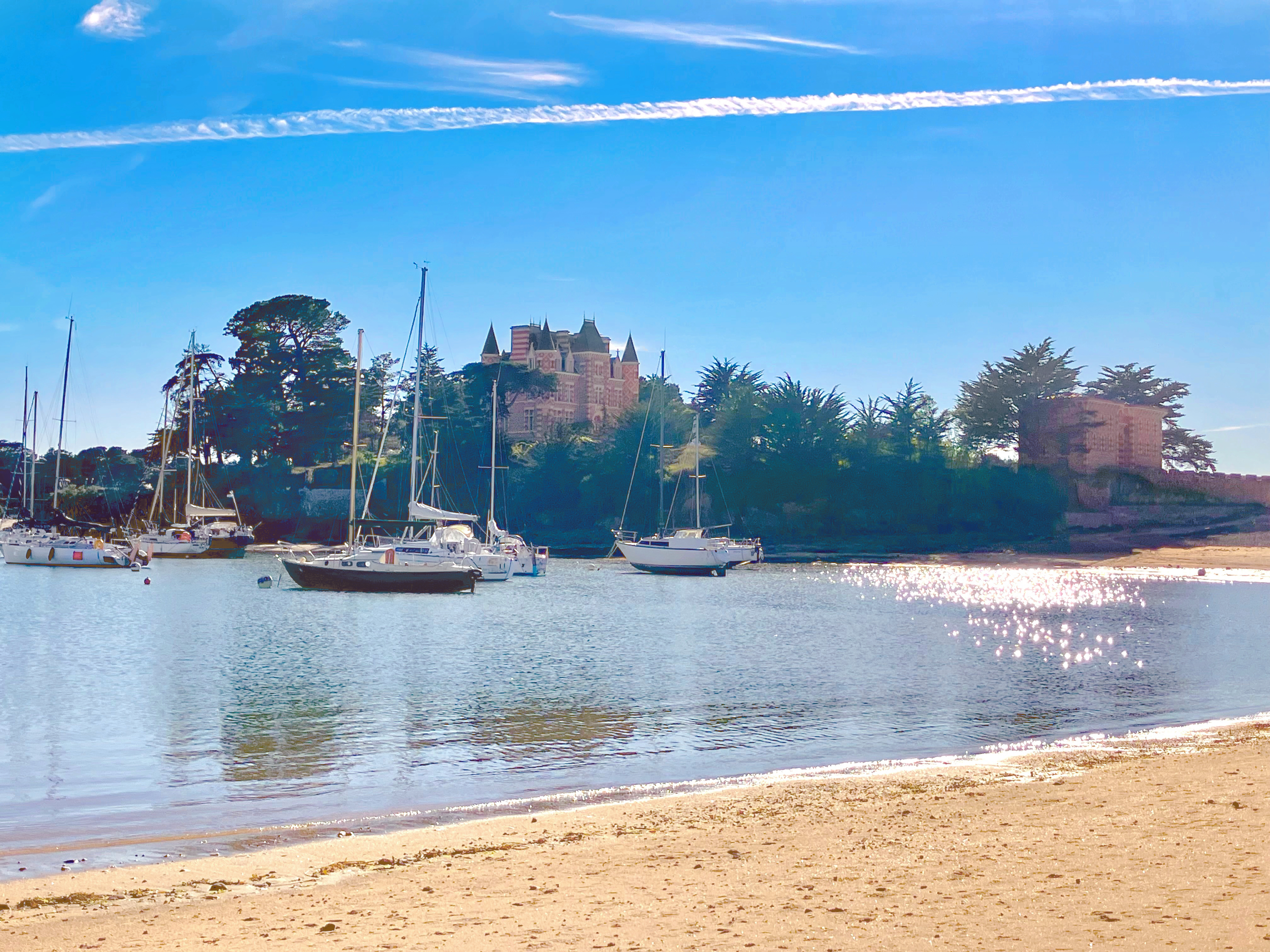
Le château du Nessay vu de la plage du Béchet.
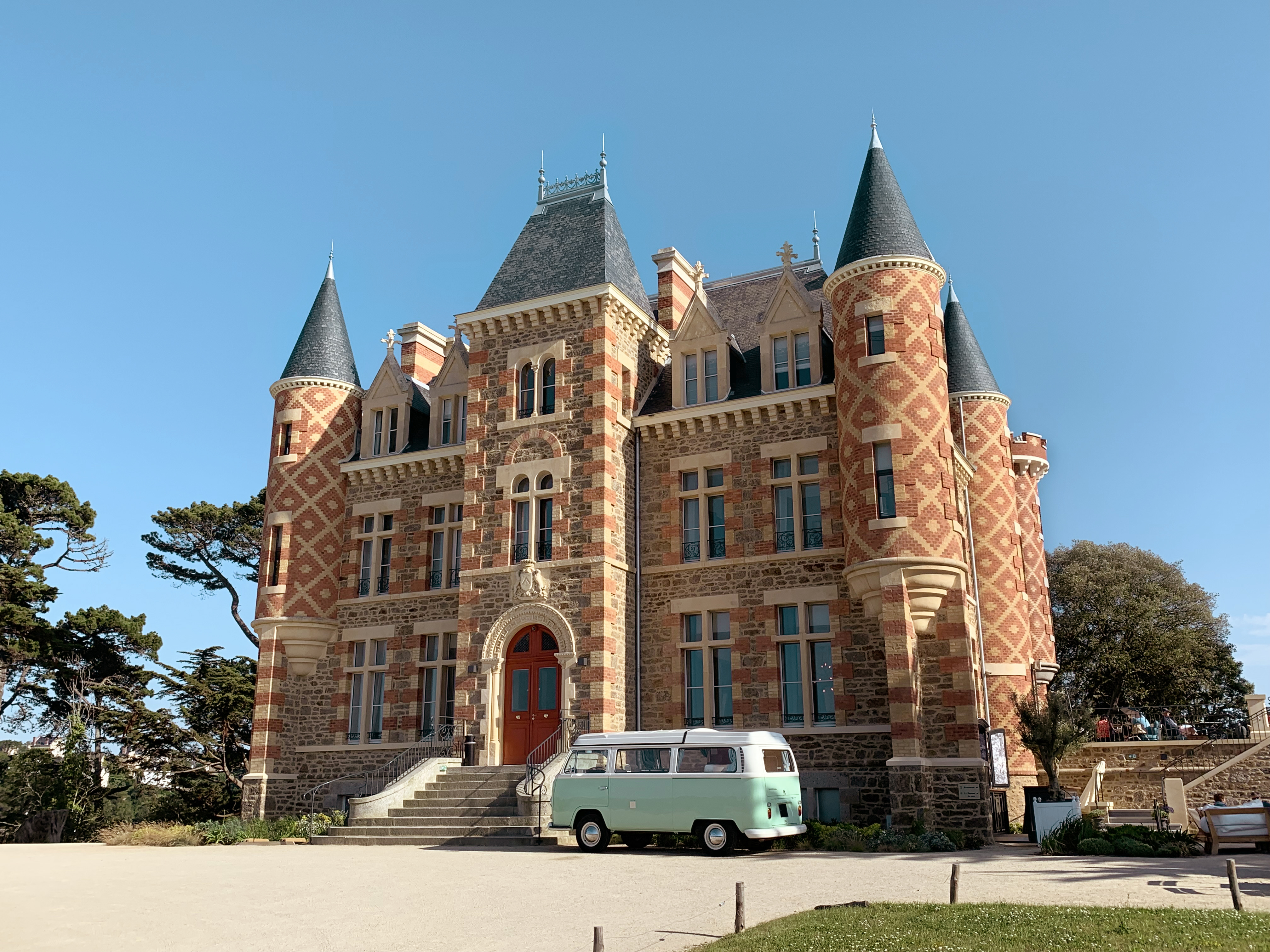
Le château du Nessay.
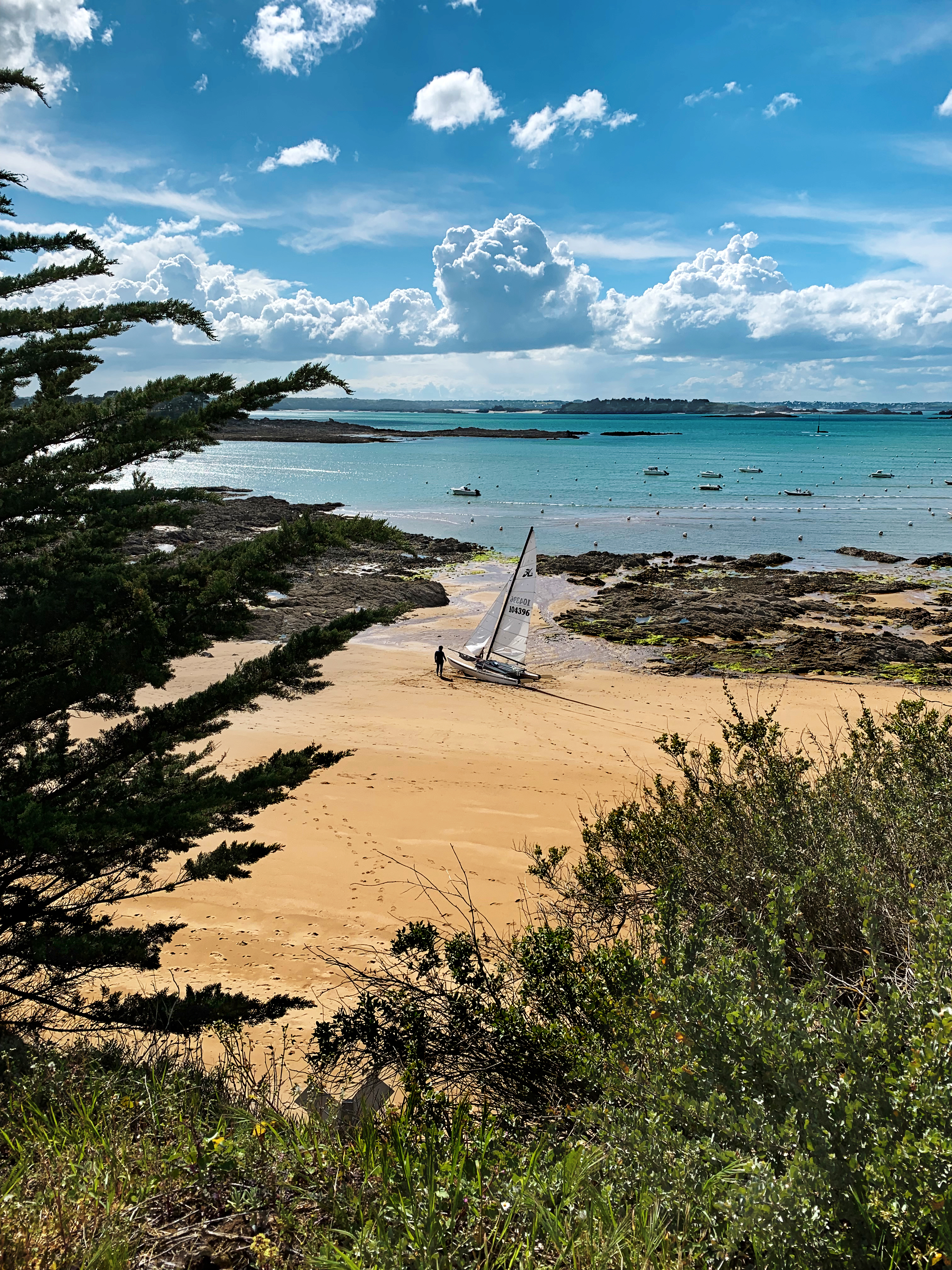
La plage de la Grande Salinette en contrebas, …
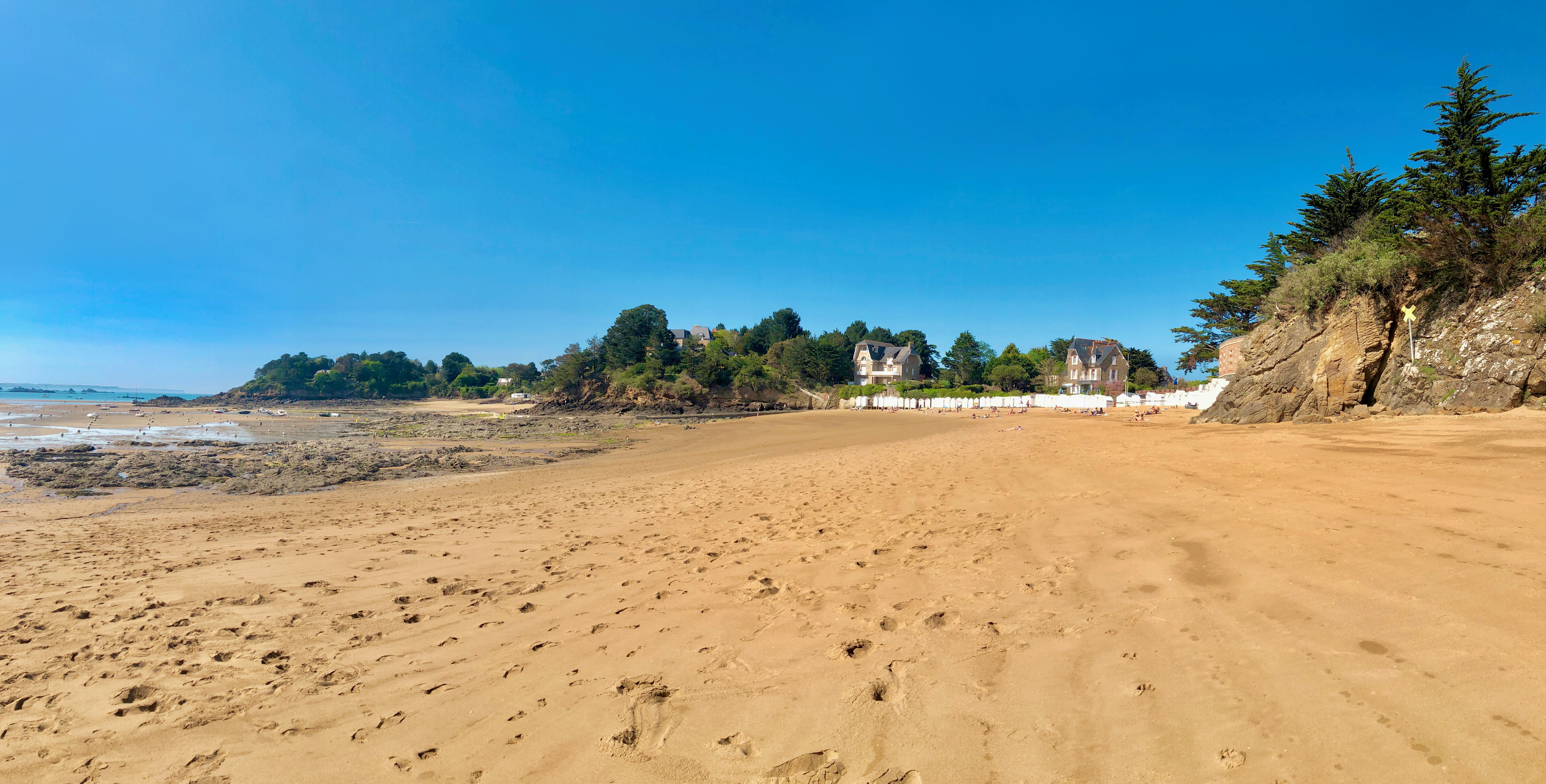
… côté ouest, du parc du château du Nessay, avec la plage de la Petite Salinette en arrière-plan à gauche.
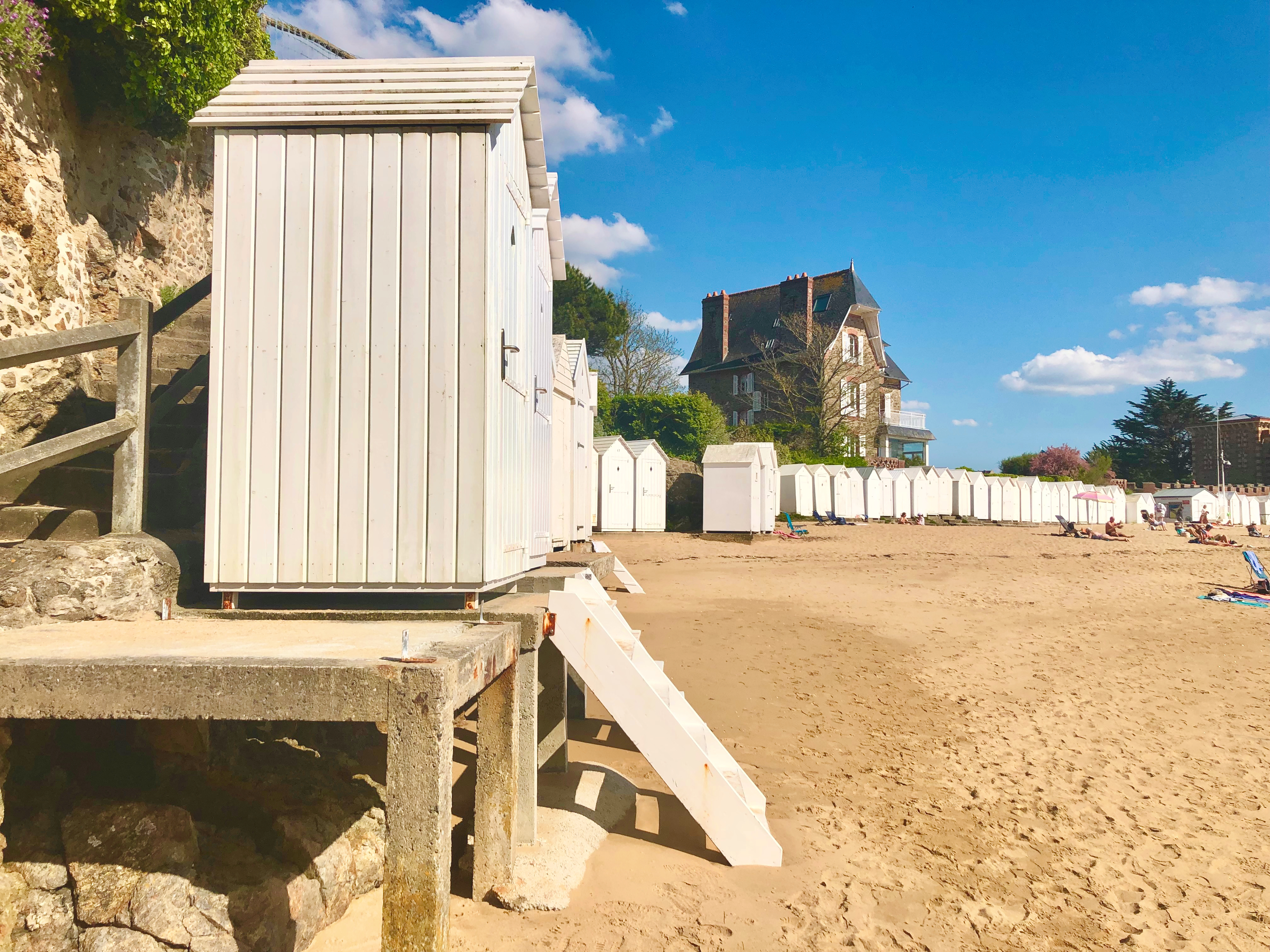
La plage de la Grande Salinette et ses cabines en bois.
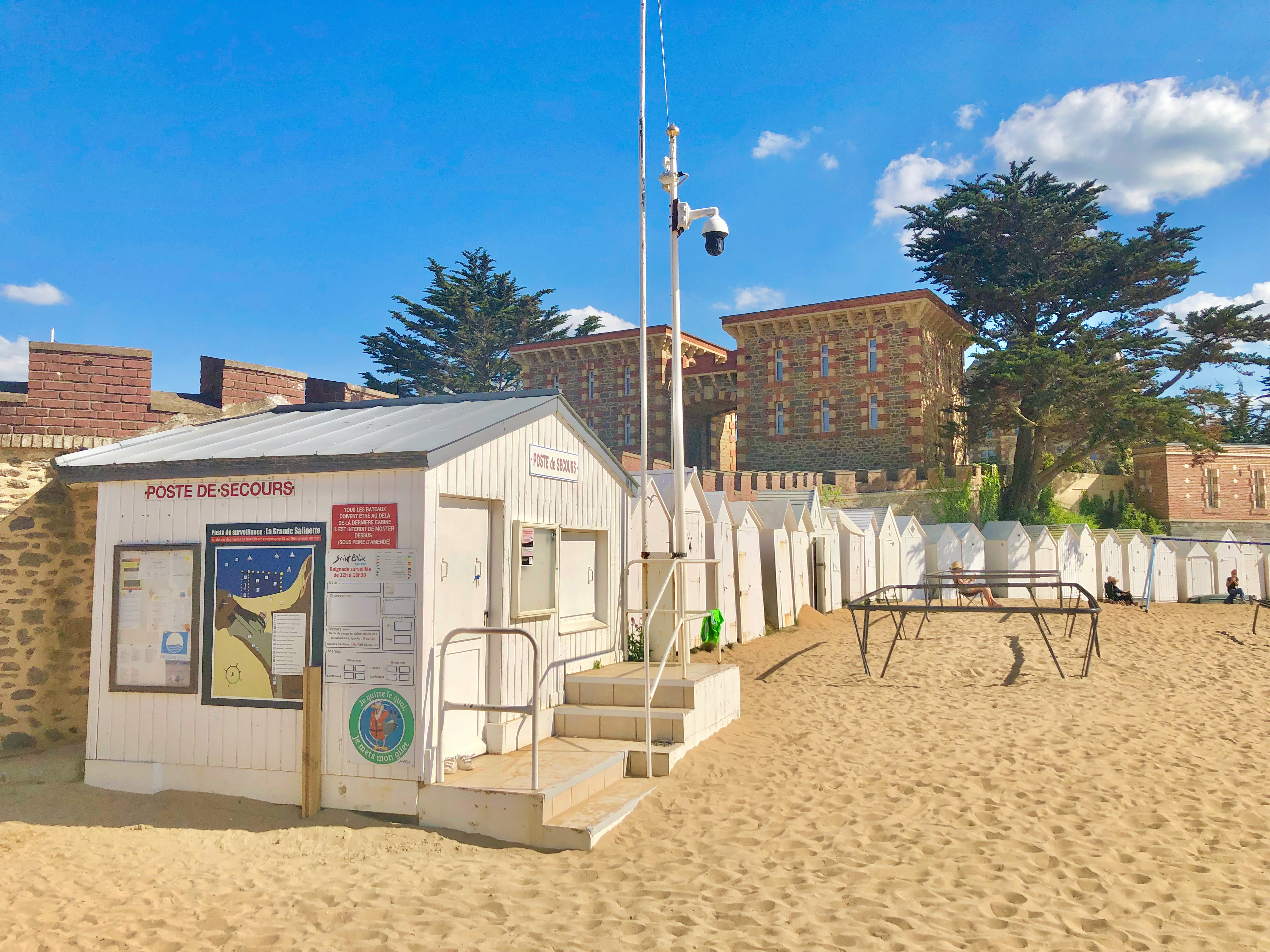
Le poste de secours de la Grande Salinette.
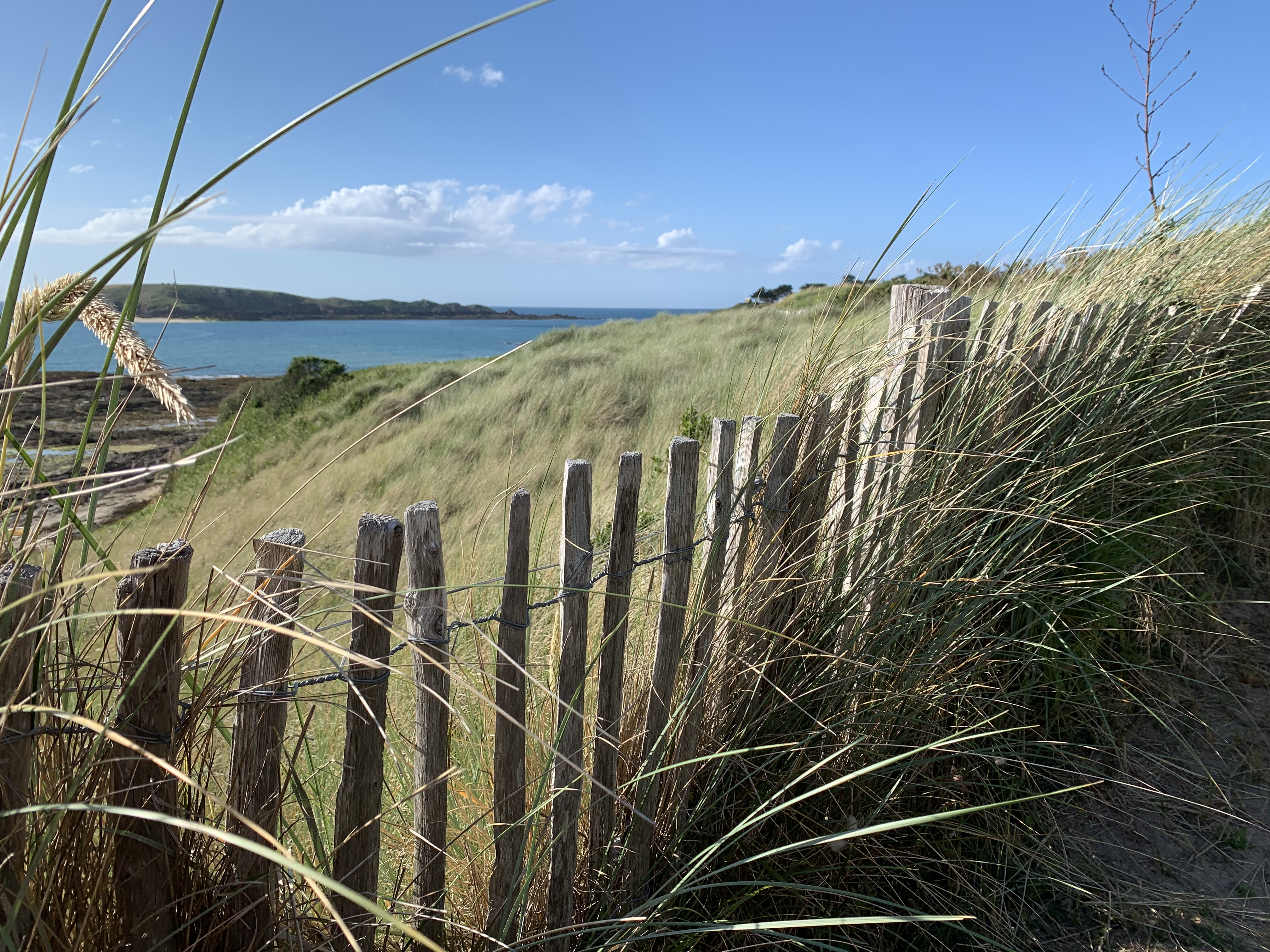
Le chemin du perron bordé de ganivelles, avec vue sur la presqu'île du perron.
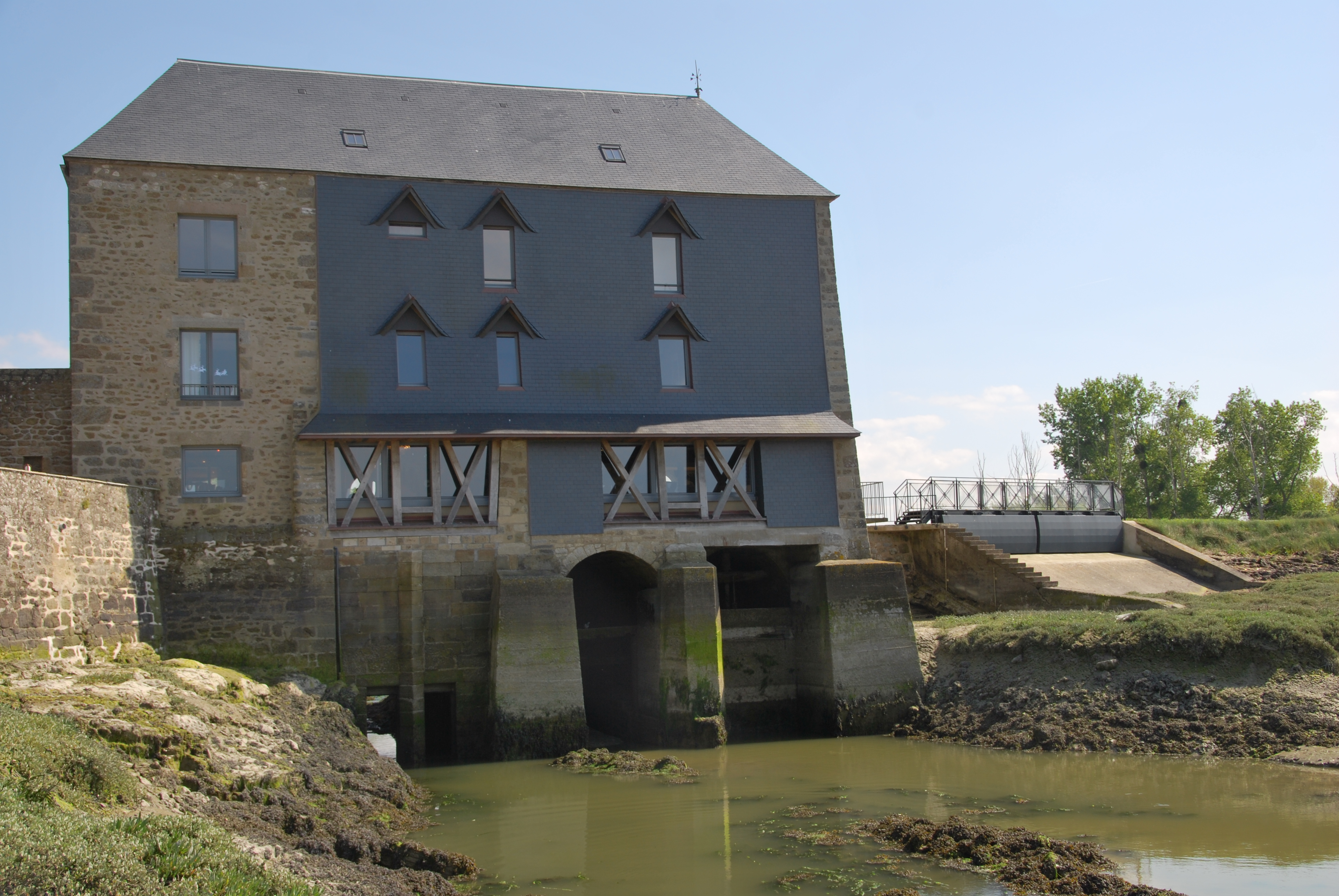
Le moulin à marée de Rochegoude au fond de l'estuaire du Frémur Est.

## Personnalités liées à la commune

### Résidents célèbres

#### Famille impériale russe
Après la Révolution bolchévique de 1917 qui abat le régime tsariste, Saint-Briac servit de résidence aux membres exilés de la famille impériale russe. Le grand-duc Cyrille Vladimirovitch de Russie (1876-1938), cousin germain du tsar Nicolas II, prétendant au trône de Russie et son épouse, la grande-duchesse Victoria Mélita, petite-fille de la reine Victoria, y vécurent avec leurs trois jeunes enfants, le grand-duc Vladimir Kirillovitch, la grande-duchesse Maria Kirillovna, future princesse de Linange et la grande-duchesse Kira Kirillovna, future princesse royale de Prusse, transformant la station en véritable « capitale » de l'émigration des Russes blancs. Ils trouvent ainsi refuge sur la Côte d'Émeraude après avoir fuit en Finlande, puis à Cobourg en Allemagne, et enfin en France.
En juin 1921, la famille vient passer ses vacances d'été pour la première fois à Saint-Briac-sur-Mer, une cité balnéaire qui a tout pour leur plaire. Elle est en effet proche de Dinard, la station huppée qui reçoit la bonne société britannique et parisienne, et elle dispose d'un golf avec vue sur mer, un sport dont Cyrille est un pratiquant assidu. Les Romanov reviennent à Saint-Briac plusieurs étés de suite et finissent par acheter une grande maison baptisée Ker Argonid (La Victoire, en hommage au prénom de Victoria), qui deviendra leur résidence principale en 1928. Celle-ci est située sur une voie aujourd'hui dénommée Chemin du Grand-Duc.
Quatre générations de Romanov vont profiter de leur villa bretonne, qui deviendra un lieu de rencontres et d'intenses tractations pour les Russes blancs en exil. Tout en cultivant le rêve d'une restauration monarchique en Russie, la famille s'investit dans la commune à l'occasion. Ainsi, Victoria Mélita et sa fille Kyra fréquentent l'atelier d'art de Saint-Briac. En 1924, Cyrille se proclame chef de la Maison impériale de Russie mais meurt en 1938. Son fils, le grand- duc Vladimir (1917-1992), après un exil de douze ans hors du territoire français en raison de son attitude pendant l'Occupation, est autorisé à revenir à Saint-Briac en 1956. Il transmet son attachement à la station bretonne à sa fille unique, la grande-duchesse Maria qui, le 4 septembre 1976 à Dinard, épouse
civilement le prince François-Guillaume de Prusse. Leur fils Georges, né en 1981 à Madrid, est scolarisé à l'école Sainte-Anne de Saint-Briac. En 1992, les Romanov quittent définitivement la côte d'Émeraude. Leur demeure est alors vendue. 
En 2015, la grande-duchesse Maria et son fils Georges reviennent à Saint-Briac à l'occasion d'une remarquable exposition Romanov organisée par l'association Histoire et patrimoine, au couvent de la Sagesse. Cet événement a suscité des retrouvailles émouvantes avec les Briacins. La princesse Kyra, qui mourra en 1967 à Ker Argonid à l'âge de cinquante-huit ans, avouera que « les meilleurs souvenirs de sa famille sont attachés à cette demeure. »
Depuis 1937, un monument sculpté par l'artiste briacin Armel Beaufils et installé boulevard de la Mer, perpétue la mémoire de la grande-duchesse Victoria Mélita et de la famille impériale.

#### Famille Forbes
Une branche de la famille Forbes, une riche et ancienne famille américaine de Boston d'origine écossaise qui a fait fortune au XIXe siècle dans le commerce de l'opium avec la Chine et le chemin de fer, possède un domaine sur la commune, aux Essarts. James Grant Forbes (1879-1955), né à Shangaï et ayant fait ses études en Angleterre et à Harvard, à côté de Boston, conforta la fortune familiale en commerçant en Chine dans le commerce de l'opium. Il fit l'acquisition du domaine des Essarts qui allait devenir le lieu de réunion familiale. James Grant Forbes était le grand-père de Brice Lalonde, candidat écologiste à l'élection présidentielle française de 1981, ancien ministre de l'Environnement et ancien maire de la commune et de John Forbes Kerry, sénateur démocrate du Massachusetts, Secrétaire d'État, candidat à l'élection présidentielle américaine de 2004. La commune et le domaine des Essarts connurent alors une certaine notoriété médiatique.
De nombreux membres de la famille Forbes ont passé les vacances d'été en Bretagne dans ce domaine familial. Durant l'Occupation, Les Essarts furent réquisitionnés et employés comme siège d'une société allemande. À leur départ, les occupants bombardèrent et brûlèrent la propriété. Le domaine fut reconstruit en 1954. Cousins germains, Brice Lalonde et John Kerry ont souvent passé, avec leurs parents, les vacances d'été dans la maison familiale de Saint-Briac-sur-Mer, "Les Essarts".
Brice Lalonde s'oppose à la construction par l'État d'un sentier de randonnée en application de la loi dite du Littoral, sentier qui passerait le long de sa propriété,.

### Personnalités politiques françaises
- Yvon Bourges (1921-2009), maire de Dinard, conseiller général d'Ille-et-Vilaine, président du conseil régional de Bretagne, ministre de la Défense, y a beaucoup séjourné.
- Valérie Fourneyron (1959), ancienne ministre et ancienne maire de Rouen, y possède une maison de villégiature. Son mari Philippe est le maire de Saint-Briac depuis 2023.

### Artistes et œuvres inspirées par Saint-Briac
- Jean Ajalbert (1863-1947) séjourne à Saint-Briac en 1886
- Armel Beaufils, (1882-1952) sculpteur, a résidé à Saint-Briac-sur-Mer de 1929 à 1952
- Émile Bernard (1868-1941), peintre et écrivain, a décoré, au cours des deux mois passés à Saint-Briac-sur-Mer, sa chambre de l'auberge de Mme Lemasson située dans la rue qui porte aujourd'hui son nom. Il séjourna à Saint-Briac en 1886, 1887, 1888, 1889, 1891

Œuvres d'Émile Bernard
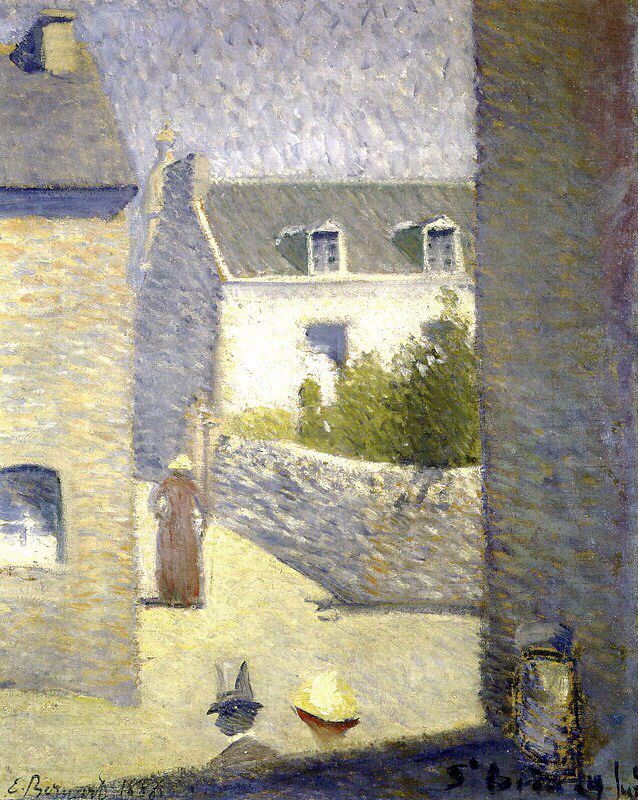
Rue à Saint-Briac (1886).
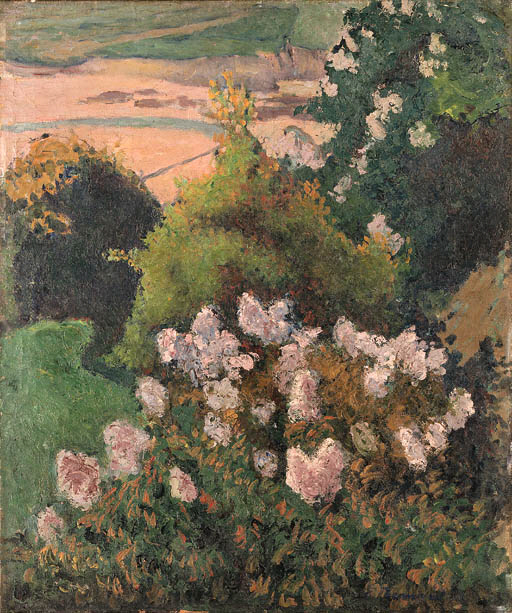
Paysage à Saint-Briac (1886).
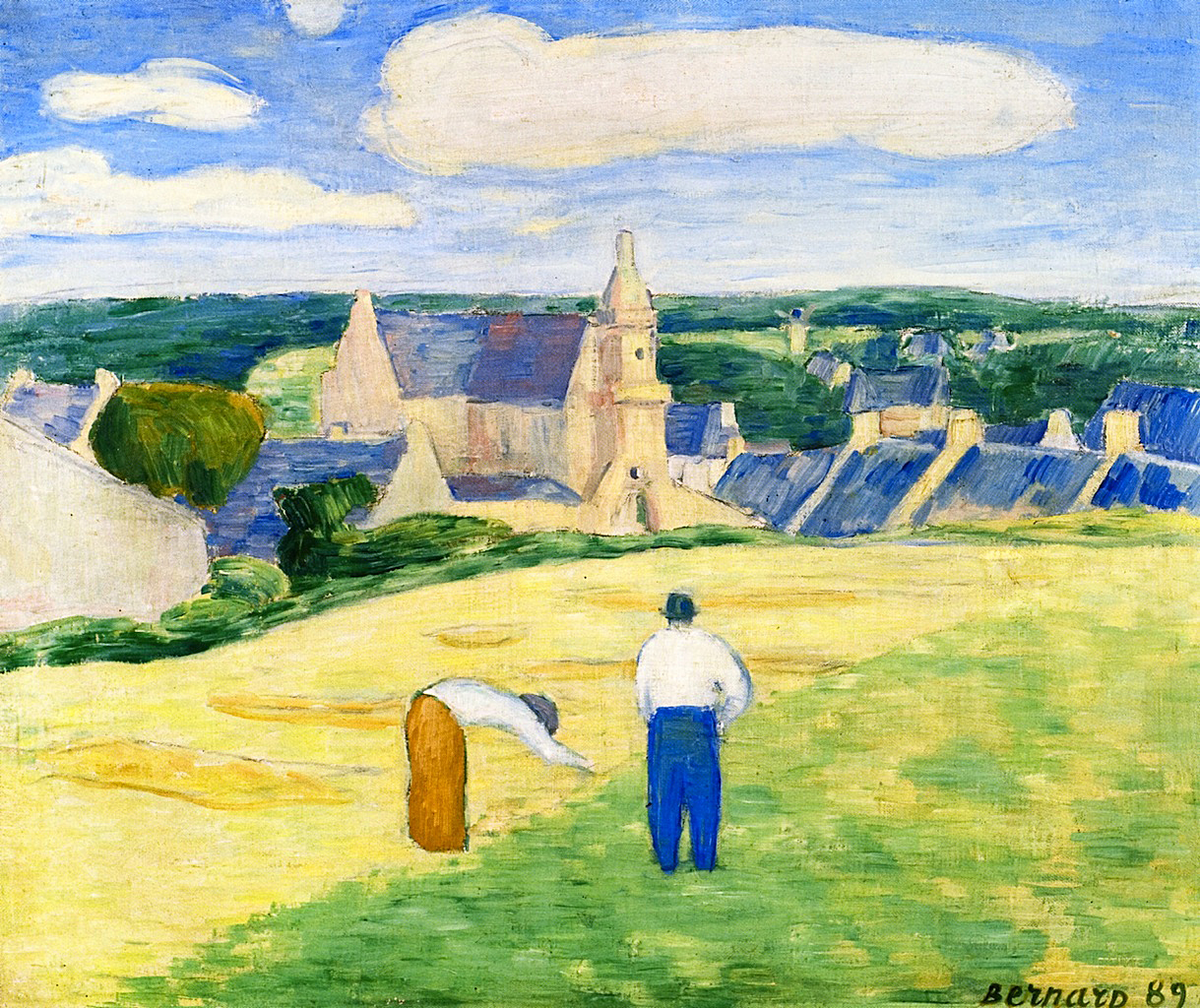
Paysage, Saint-Briac (1887).
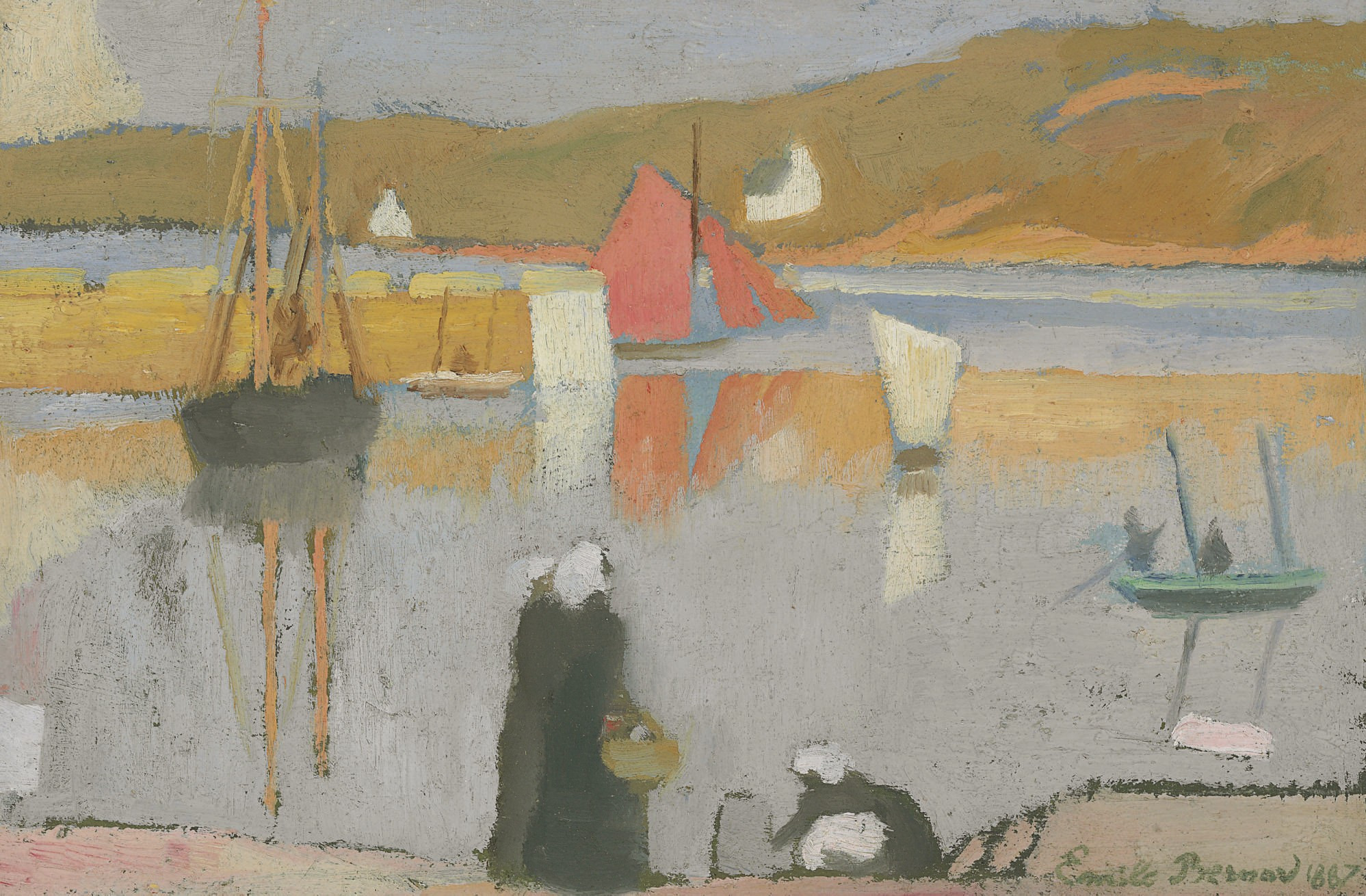
Le port à Saint-Briac (1887).
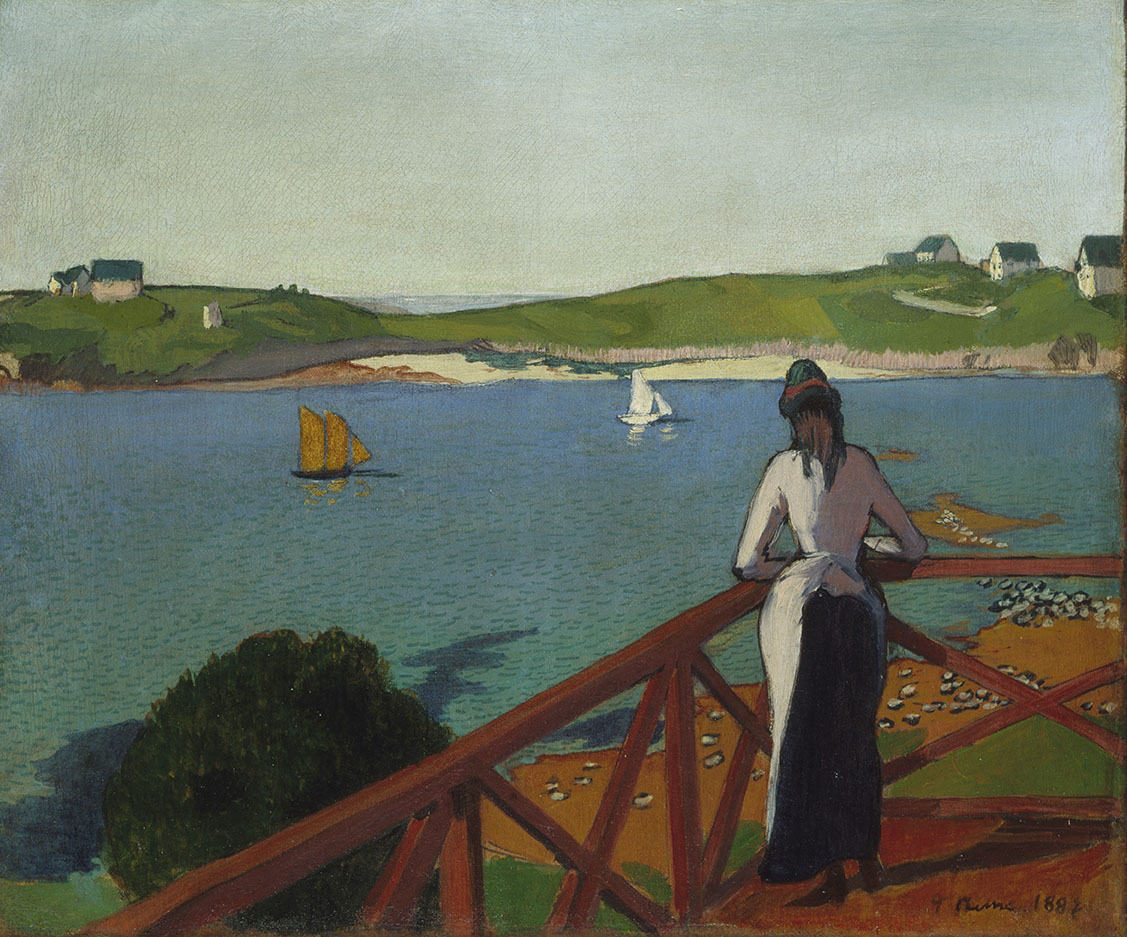
Après-midi à Saint-Briac (1887).
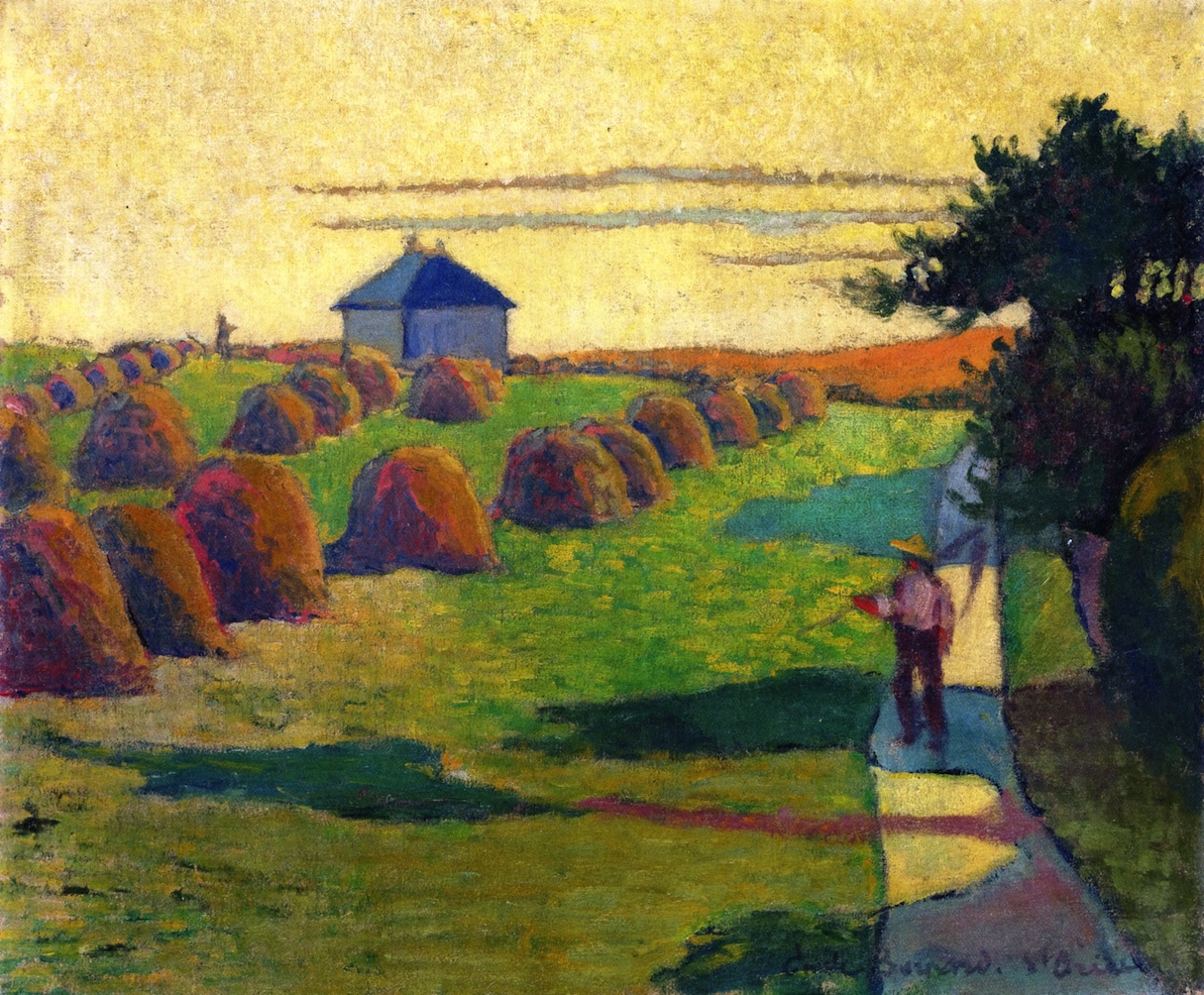
Saint-Briac (date inconnue).
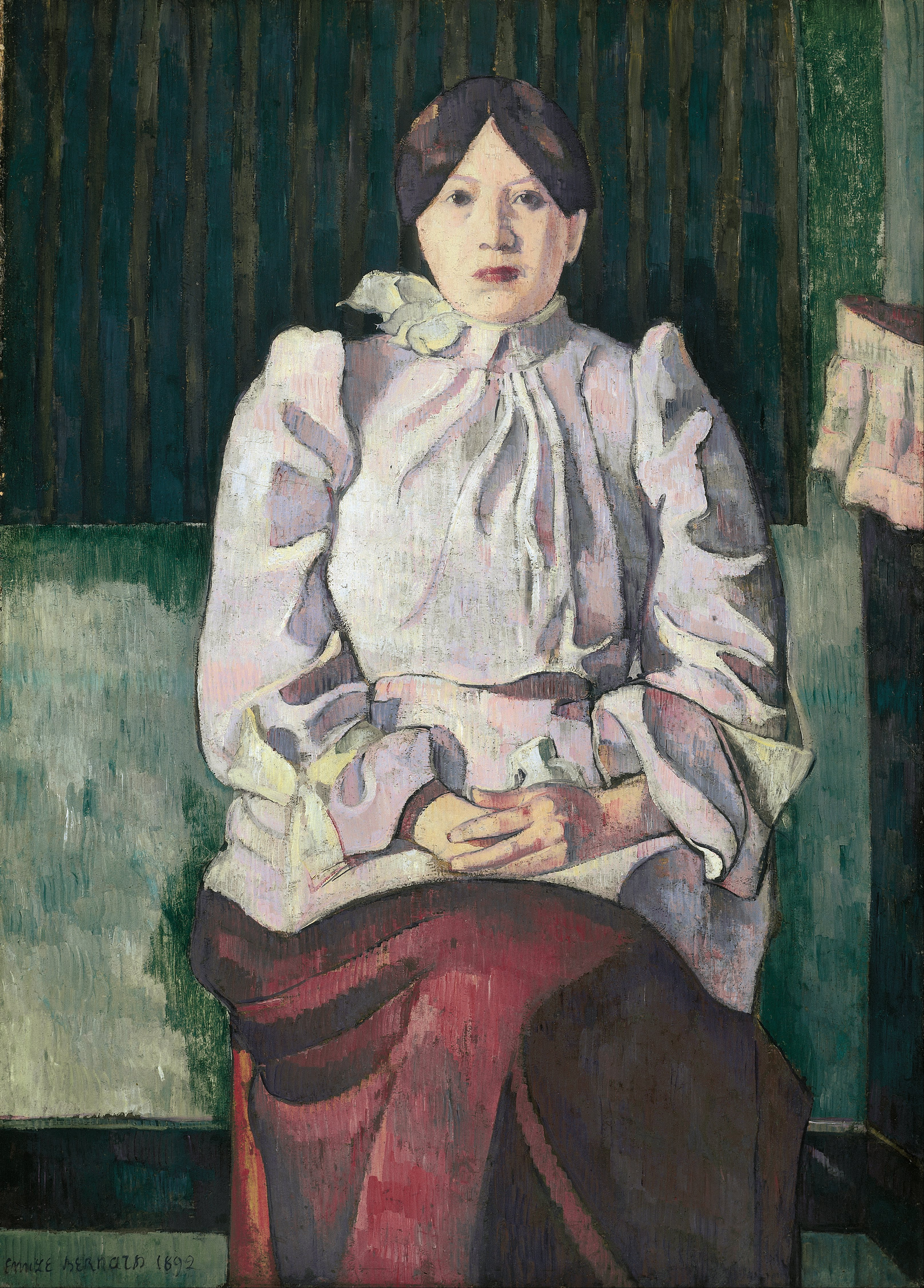
Portrait de Marie Lemasson (1892, musée d'Israël).

- Francis Blin (1827-1908), peintre paysagiste
- Théophile Busnel
- Degas
- François-Alfred Delobbe (1835-1915)
- Jean Even (1910-1986), peintre orientaliste
- Clarence Alphonse Gagnon
- Léon Giran-Max (1867-1927), peintre français.
- Paul Grandhomme, maître émailleur. Son tombeau est surmonté d'une statuette en bronze réalisée par les sculpteurs Émile Armel-Beaufils (1882-1952) et son épouse Zannic Armel-Beaufils, née Suzanne Duvivier (1892-1978).
- Arthur Guéniot sculpteur
- Amédée Guérard (1824-1908). Vécut à Saint-Briac après 1868
- Ernest Guérin (1887-1952), peintre breton, a peint la Côte d'Émeraude en général et Saint-Briac-sur-Mer en particulier.
- Emmanuel Lansyer (1835-1893), peintre français paysagiste réaliste
- Ray Letellier (1921-2009)
- Karl Madsen (1855-1938), peintre et historien d'art danois
- Pierre Manoli (1927-2001), sculpteur [réf. nécessaire]
- Daphné Maugham Casorati (1897-1982), peintres, belle-sœur et nièces de Somerset Maugham, y ont passé les étés de 1919 à 1935
- Alexandre Nozal (1852-1929), peintre, a représenté de nombreux paysages de Saint-Briac-sur-Mer et des environs.

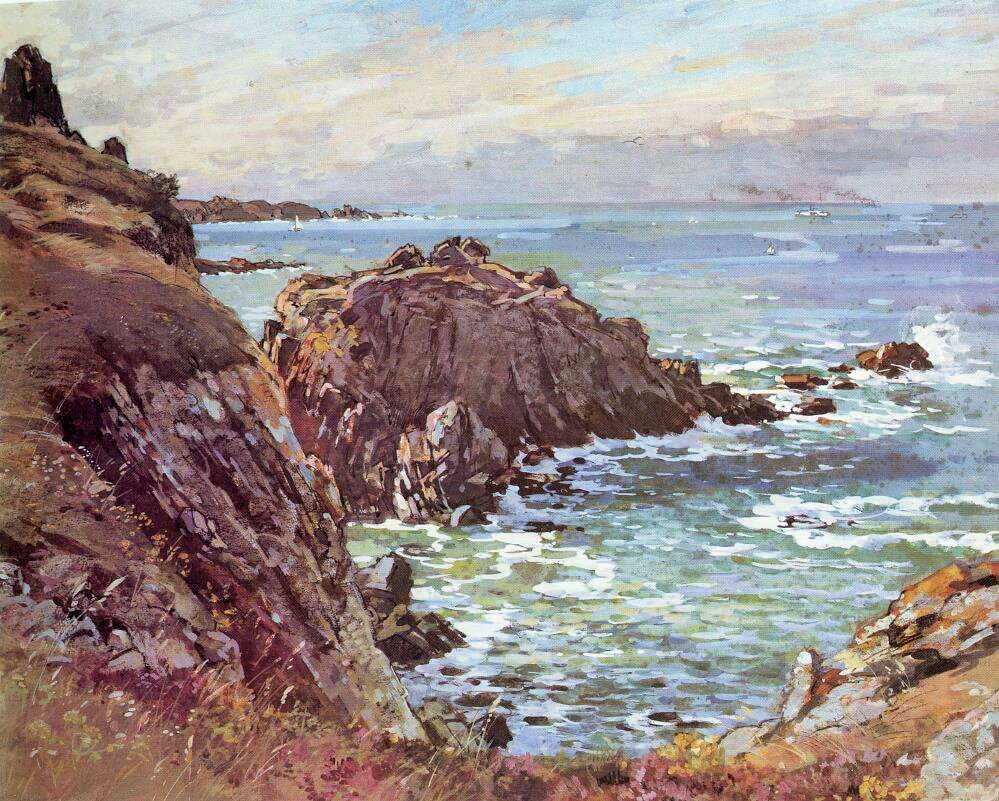
Alexandre Nozal, Les Roches Aigües, Saint-Briac, gouache.

- Fernand Piet (1869-1942), peintre français.
- Auguste Renoir (1841-1919) a peint une paysanne et sa vache près du moulin. Séjourne à Saint-Briac en 1886
- Henri Rivière (1864-1951) a débuté comme créateur du théâtre d'ombres du cabaret le Chat Noir avant de s'imposer dans l'histoire de l'estampe, de la gravure sur bois et de l'aquarelle. Séjourne à Saint-Briac en 1884, 1886, 1890
- Paul Signac (1863-1925), peintre paysagiste, créateur du pointillisme et du divisionnisme, s'est souvent arrêté à Saint-Briac-sur-Mer au cours de ses navigations côtières. Séjourne à Saint-Briac en 1884, 1885, 1890

Œuvres de Paul Signac
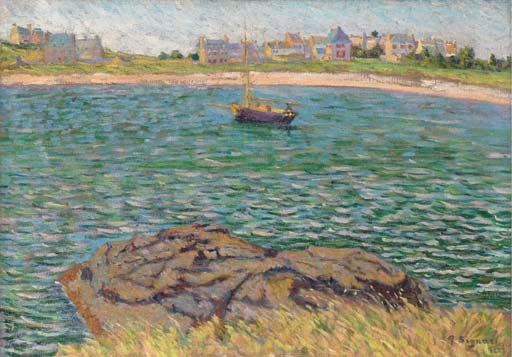
Le Béchet, 1885.
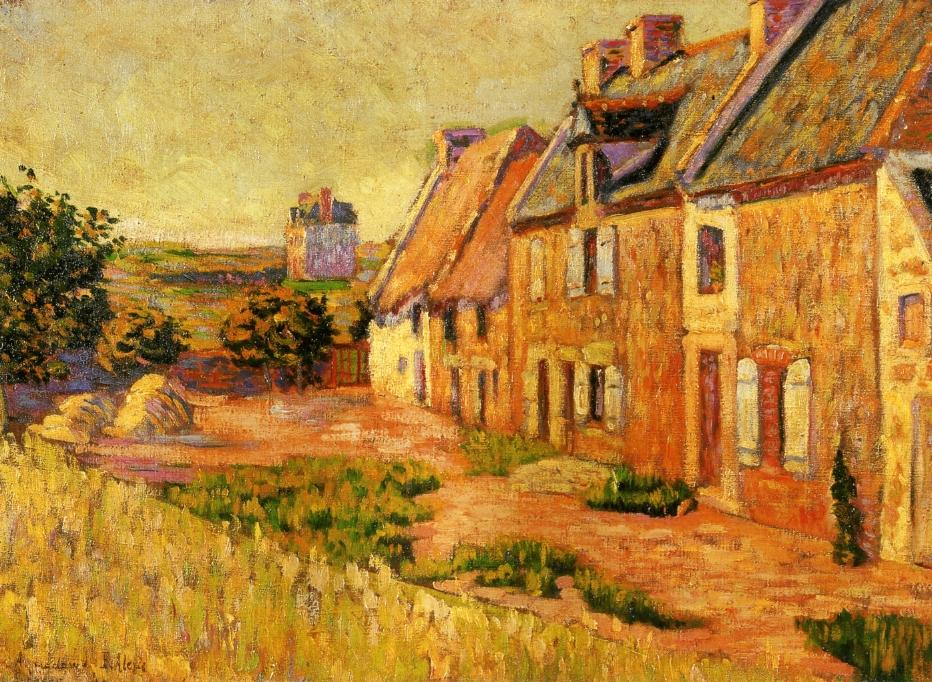
Saint-Briac, Cour de la Ville Hue, 1885.
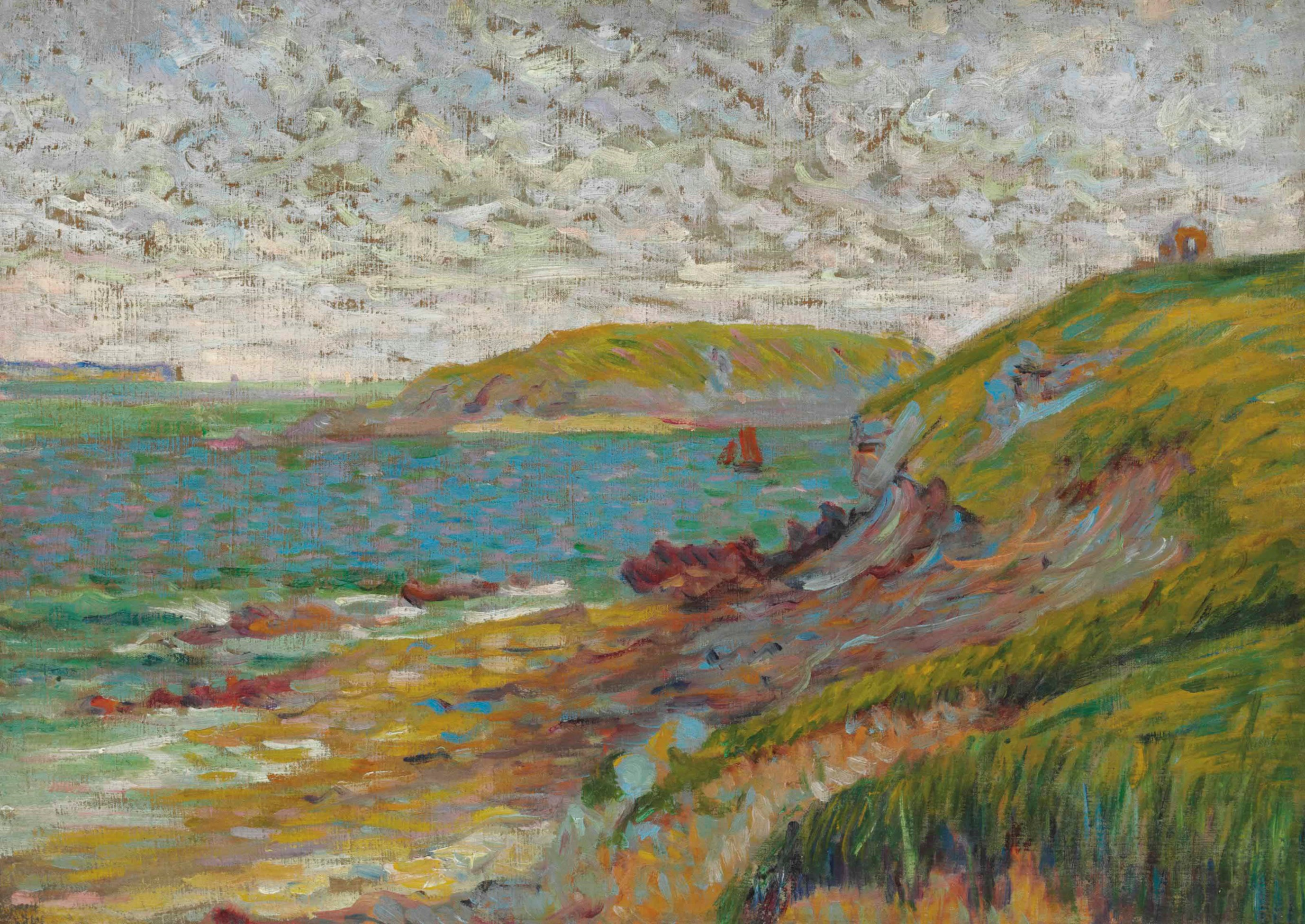
Saint-Briac, L'Ile Agot, 1885.
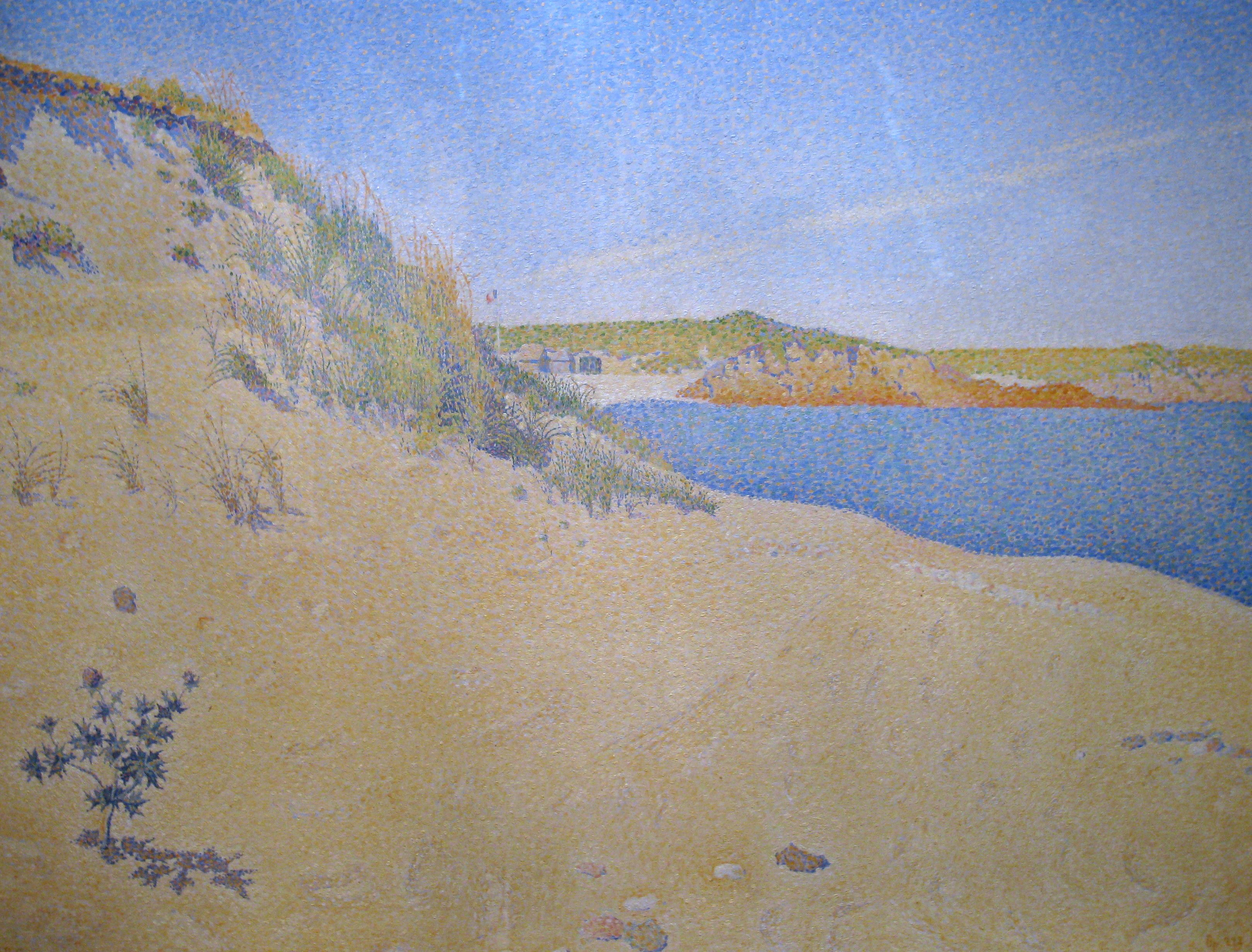
Plage de Saint-Briac, 1890, Musée des Beaux-Arts Pouchkine.
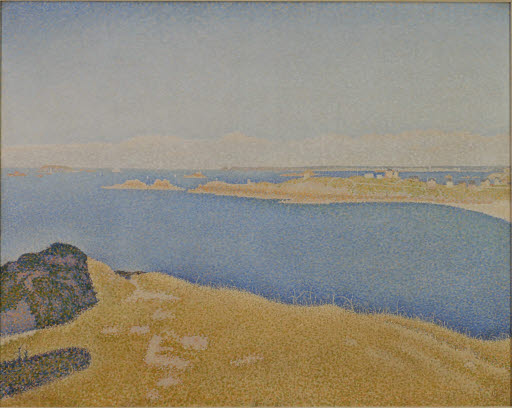
Saint-Briac, La garde Guérin, Saint-Lunaire, 1890, collection de Gustav Rau donnée à l'UNICEF

- Emmanuel de la Villéon (1858-1944), artiste-peintre français, l'un des derniers représentants de l'impressionnisme.
- Pierre Waidmann

### Cinéma
- Patrick Rocca (1947), comédien et chanteur d'opéra français est résident de la commune.

### Autres personnalités
- Commandant  Pierre-Louis Thoreux (1890 - 1971), commandant, notamment, du paquebot Normandie, est né et est enterré à Saint-Briac.
- Louis Delâge (1874 - 1947), ingénieur et industriel français, fondateur de la marque de voitures de prestige Delage en 1905. Il résidait à Saint-Briac au-dessus de la plage de la Salinette. Il y possèdait deux maisons proches l'une de l'autre, près de la placette qui porte aujourd'hui son nom, la Campanella et le chalet du Tertre. Dans son atelier breton, il a dessiné certains de ses modèles, comme la Delage D6-70 à moteur 6 cylindres, un coach de 1936 carrossé par Chapron[79],[80],[81],[82],[83].

### Héraldique
| Blason de Saint-Briac-sur-Mer | Blason  | D'azur au pont courbé de trois arches d'argent, maçonné de sable, mouvant des flancs et posé sur une champagne aussi d'azur. |
| Blason de Saint-Briac-sur-Mer | Détails | Armes de la famille de Pontbriand : d'azur à un pont de trois arches d'argent maçonné de sable[réf. nécessaire].             |

## Pour approfondir